# Terres froides
Ne doit pas être confondu avec Les Terres froides (récit) ou Les Terres froides (film).
Les Terres froides est le nom d'une région naturelle de France située en région Auvergne-Rhône-Alpes, dans le département de l'Isère et dans sa plus grande superficie dans la partie méridionale de l'arrondissement de La Tour-du-Pin.
Cette petite région de l'ancienne province du Dauphiné, déjà décrite sous ce nom au XVe siècle et associée aux Terres basses voisines, est approximativement positionnée à égales distances des agglomérations de Grenoble, de Chambéry et de Lyon. Elle est entourée par les vallées de l'Isère, au sud, du Rhône au nord et à l'ouest (dont elle est séparée par l'Isle Crémieu et les Balmes viennoises) et du Guiers, à l'est. La haute vallée de la Bourbre, rivière qui arrose principalement les communes de Châbons, Val-de-Virieu, La Tour-du-Pin, Bourgoin-Jallieu, formant ainsi une boucle, en constitue le centre.
Historiquement, cet espace naturel, composé de plateaux et de collines aux altitudes relativement modestes et parsemé de petits cours d'eau et d'étangs, a toujours été essentiellement de vocation agricole. Durant l'époque médiévale, ce territoire fut partagé entre plusieurs seigneuries et dès l'époque moderne, en raison de sa proximité avec la région lyonnaise, déjà renommée pour son industrie de la soie, de nombreux artisans et ouvriers locaux furent liés à l'activité du tissage puis à la création de manufactures, très souvent des usines-pensionnats, toujours attachées à cette activité devenue industrielle et qui s'installèrent progressivement sur son territoire avant la fin de la première moitié du XIXe siècle, jusqu'à la Seconde Guerre mondiale avant de péricliter. La langue locale s'inscrit dans le domaine linguistique des patois dauphinois, rattaché au franco-provençal.
La présence de nombreux châteaux anciens, de maisons présentant une architecture rurale particulière, notamment en pisé et surtout celle du lac de Paladru, situé dans sa bordure méridionale ont permis de donner à cette petite région, traversée par d'importants axes routiers et ferroviaires, un côté de plus en plus attractif sur le plan touristique. Enfin, sur le plan littéraire, c'est un des lieux de la haute vallée de la Bourbre, situé à proximité du château de Pupetières, qui inspira à Alphonse de Lamartine un de ses plus célèbres poèmes.

## Toponymie
La dénomination de cette région sous le titre de « Terres froides » (Terra Frigida) semble assez ancienne. En effet, selon un ouvrage d'Aymar du Rivail, juriste et historien dauphinois du XVe siècle, cette région est déjà décrite en des termes bien précis : « [...] en deçà du Pont de Beauvoisin sont les Terres Froides où, à cause de la rigueur de la température, il ne croît aucune vigne [...] »

## Géographie

### Situation et description
Malgré quelques difficultés pour fixer précisément les limites exactes de cet espace naturel géographique, les principaux sites spécialisés et certains ouvrages de référence positionnent les Terres froides dans la partie septentrionale du département de l'Isère, en région Auvergne-Rhône-Alpes, dans un quadrilatère dont les quatre extrémités sont formées par les territoires des agglomérations du Pont-de-Beauvoisin, Bourgoin-Jallieu au nord et les territoires des agglomérations de La Côte-Saint-André et de la zone au nord-ouest de Voiron dénommée localement la « Valfroide » au sud. La vallée de l'Ainan, située plus à l'est, autour de Saint-Geoire et dénommée localement la « Valdaine » est souvent comprise dans ce quadrilatère,,. Cependant, le centre de ressources régional des paysages de la région Auvergne-Rhône-Alpes estime sa superficie à  59 139 hectares avec un ensemble de 92 communes concernées en 2017 ,.
Selon les données fournies par l'IGA, le plateau situé au nord de Bourgoin-Jallieu, également dénommés « Terres basses », aux limites de L'Isle-Crémieu, positionné encore plus au nord, est quelquefois qualifié de « Terres froides septentrionales ». La partie contigüe aux Balmes Viennoises, sont, quant à elles, qualifiées de « Terres froides occidentales »

Le territoire du canton du Grand-Lemps correspond à la partie centrale des Terres froides.

Administrativement, la région naturelle correspondant à la dénomination des « Terres froides » est entièrement comprise dans l'arrondissement de La Tour-du-Pin et s'inscrit entièrement ou partiellement dans ces quatre entités intercommunales du département de l'Isère :
- la communauté d'agglomération Porte de l'Isère (siège à L'Isle d'Abeau), au nord-ouest[8];
- la communauté de communes Les Vals du Dauphiné (siège à La Tour-du-Pin), au nord-est[9];
- la communauté de communes Bièvre Isère (siège à Saint-Étienne-de-Saint-Geoirs), à l'ouest[10];
- la communauté d'agglomération du Pays Voironnais (siège à Voiron), au sud[11].

ainsi que cinq cantons de ce même département :
- le canton de Bourgoin-Jallieu (pour les communes situés dans la partie méridionale du canton)
- le canton de la Tour-du-Pin (pour les communes situés dans la partie méridionale du canton)
- le canton de Chartreuse-Guiers (pour les communes situés dans la partie occidentale du canton)
- le canton du Grand-Lemps (pour la quasi-totalité des communes)
- le canton de Bièvre (pour les communes située dans la partie orientale du canton)

Influencé par étude de l'archéologue lyonnais Paul Saint-Olive, le géographe Laurent Champier, dans son article Un délicat problème d'appellation régionale : les « Terres Froides » du Bas-Dauphiné paru dans la revue de géographie de Lyon, précise que si les Terres froides, situées dans la partie centrale du Bas-Dauphiné semblent difficiles à délimiter, il en fixe son centre dans un triangle formé par le territoire des communes de Biol, Bizonnes et Châbons. Celles-ci s'opposent au « Terres basses » par leurs altitudes moyennes plus élevées et une situation moins protégée des rigueurs climatiques.
L'écrivain Yves Bichet, dans son livre Les Terres froides présentent la région en ces termes :
« Cette partie du Dauphiné compte à peine quelques milliers d’habitants. Pas de grande ville, seulement des bourgs, aucun centre administratif et, au total, assez peu de kilomètres carrés. Les Terres Froides se situent entre le lac de Paladru, connu pour sa cité lacustre et ses chevaliers-paysans de l’an mil, le bourg de Torchefelon (ou encore Torche-félons – on prétend qu’on s’y rassemblait pour rosser les brigands) et un autre village fameux, Izeaux, qui accueille depuis des lustres la foire agricole de Beaucroissant.(…) »
Ce terroir constitue une entité culturelle et patrimoniale assez typée, particulièrement visible à travers son habitat aux yeux des visiteurs qui le parcourent avec des maisons traditionnelles sont construites en terre argileuse appelée pisé. Les toits sont très pentus et recouverts de tuiles écailles. Selon une étude de l'historien Alain Belmont, ils seraient apparus entre la fin du XVIe siècle et le début du XVIIe siècle et sont généralement de dimensions assez impressionnantes.

Le journaliste Gaston Donnet, collaborateur au Petit Dauphinois à la fin du XIXe siècle et au début du XXe siècle, est l'auteur d'un ouvrage sur l'histoire du Dauphiné, publié en 1896, décrit la région en ces termes
« [...] Terres froides, les bien nommées : vent violent, brouillard, hiver précoce... Terres froides, en opposition avec les Terres basses de Bourgoin aux cultures épanouies aux moissons pleines de Beauce dauphinoise [...] »

Son confrère Adolphe Joanne, également écrivain et futur éditeur des guides de voyages portant son nom, décrit la région dans son ouvrage "Géographie de l'Isère", publié en 1876, en quelques mots:
« Les Terres Froides doivent leur nom à ce que la nature de leur sol, le nombre de leurs sources, l’étendue de leurs bois, en font une région humide, sujette aux brouillards, désagréable en hiver, et quelquefois en automne et au printemps, autant qu’admirable de fraîcheur, belle d’aspect et agréable en été. Elles s’étendent sur tout ou partie des cantons de Virieu, du Grand-Lemps, de Saint-Geoire, de Pont-de-Beauvoisin, de la Tour-du-Pin et de Bourgoin [...] »

En ce qui concerne le domaine encyclopédique, le site du dictionnaire Larousse présente les Terres froides dans des termes peu amènes: « Plateaux du bas Dauphiné, recouverts de sols ingrats, humides et argileux. » Quant au dictionnaire d'Amboise du Dauphiné et de l'Ardèche, il présente, dans son édition de 1996, la petite région en quelques mots :
«  Plateau de l'Isère, situé au nord de la plaine de Bièvre, à l'est des Balmes viennoises sur la haute vallée de la Bourbre. Cultures maraîchères, vergers châtaigniers et noyers constituent ses ressources  »

Quelques photos de paysages des Terres froides
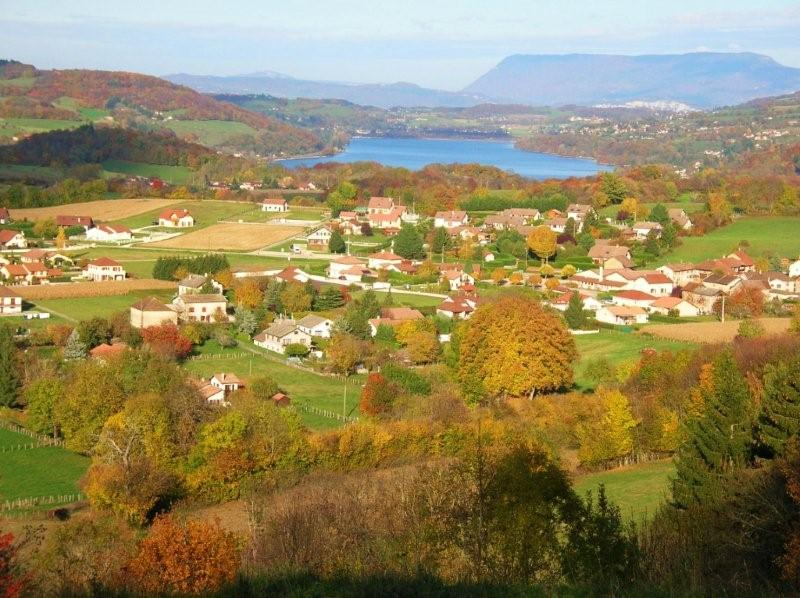
Hameau du Haut Vernay à Oyeu
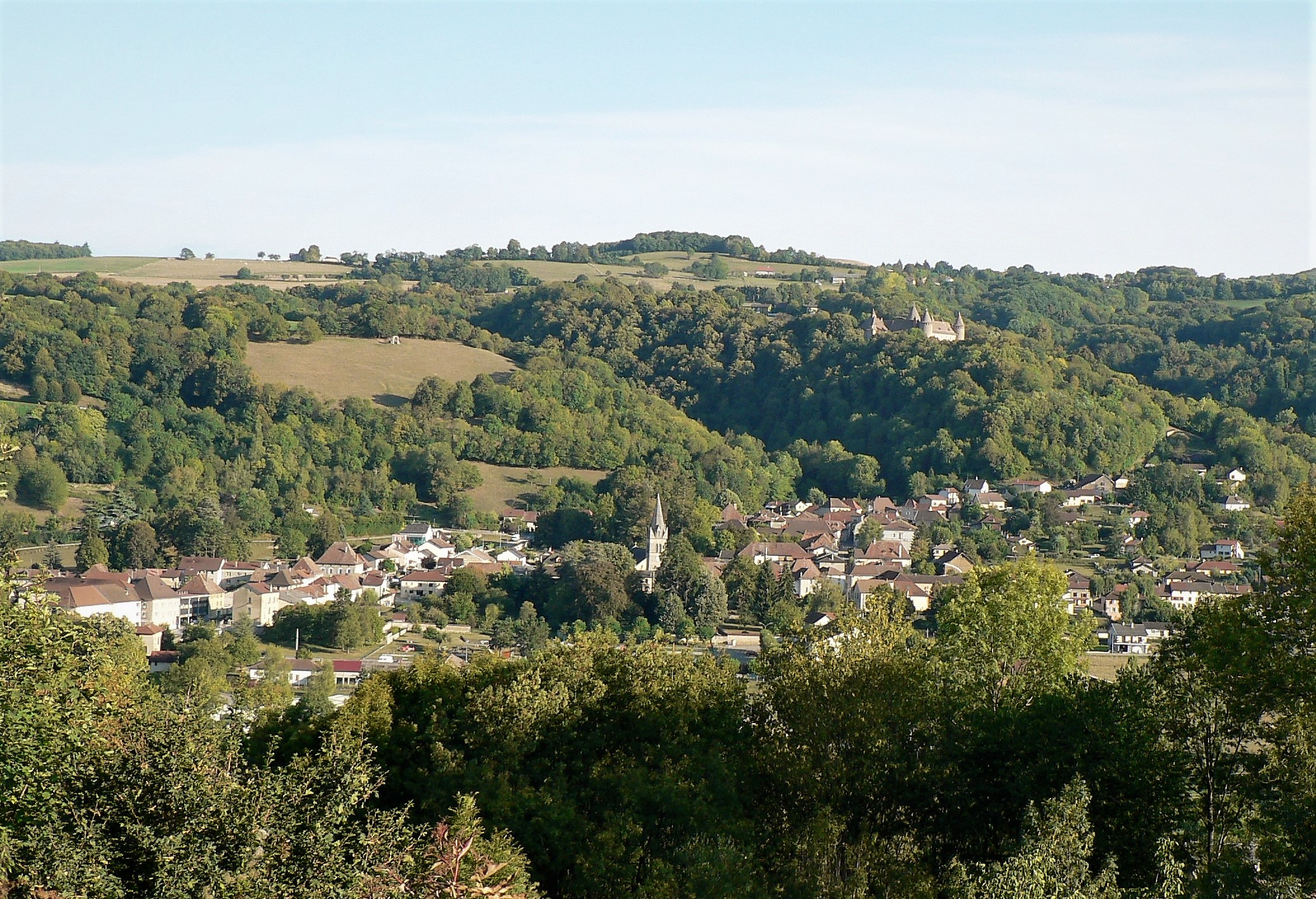
Vue générale de Paninssage (Val-de-Virieu)
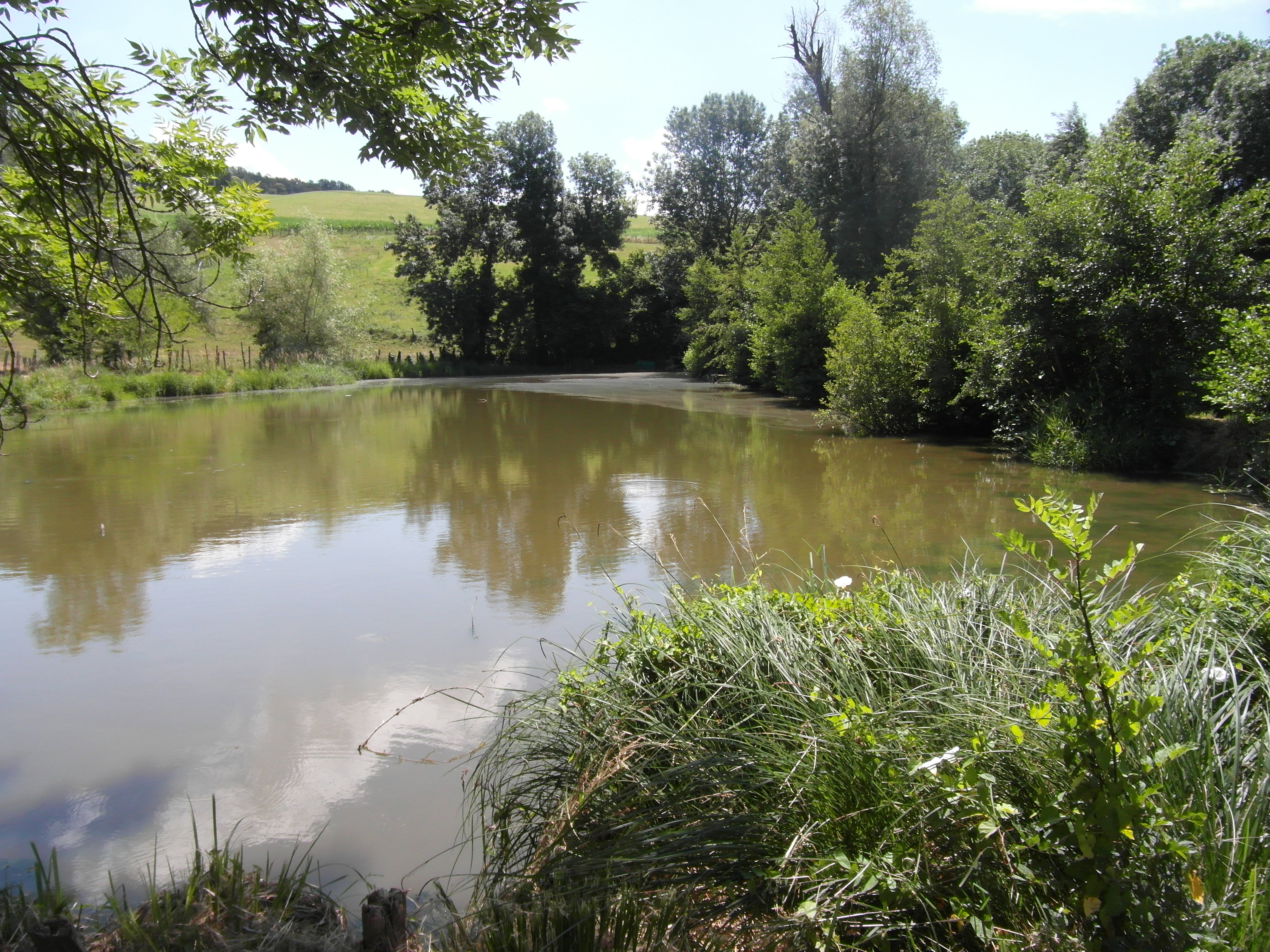
Étang à Valencogne
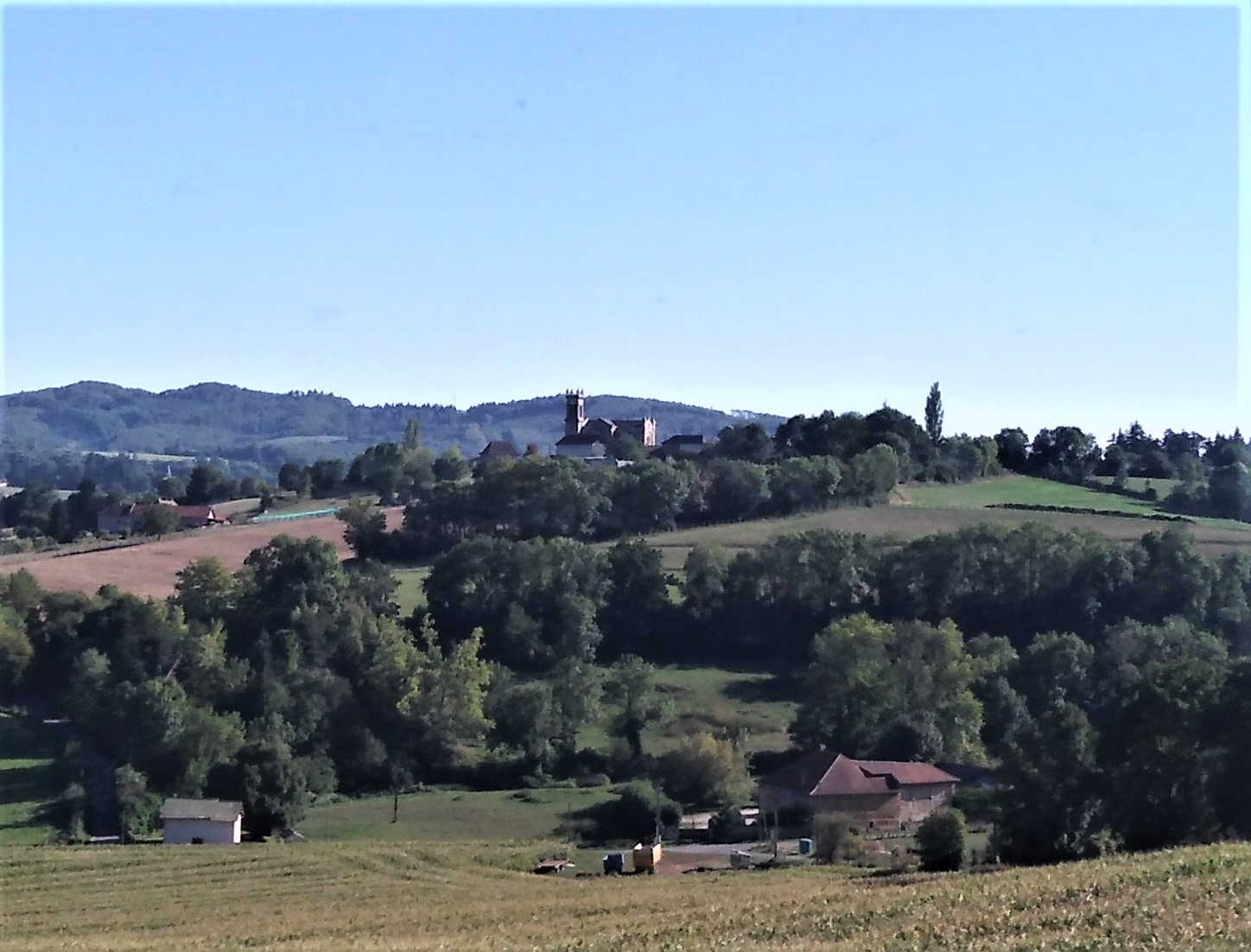
Colline de Châbons depuis Blandin
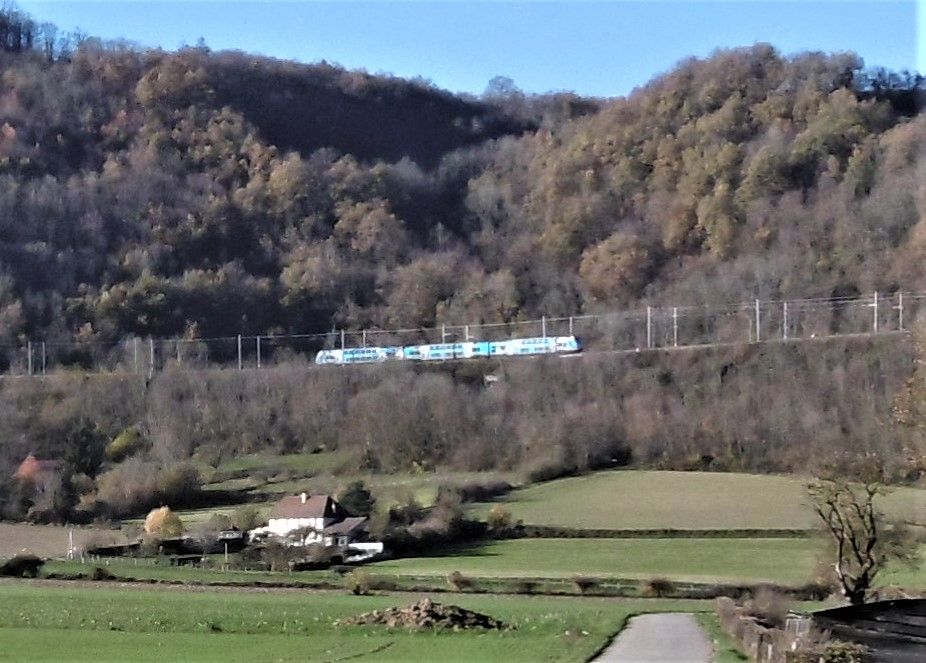
La voie ferrée dans la vallée de la Bourbre
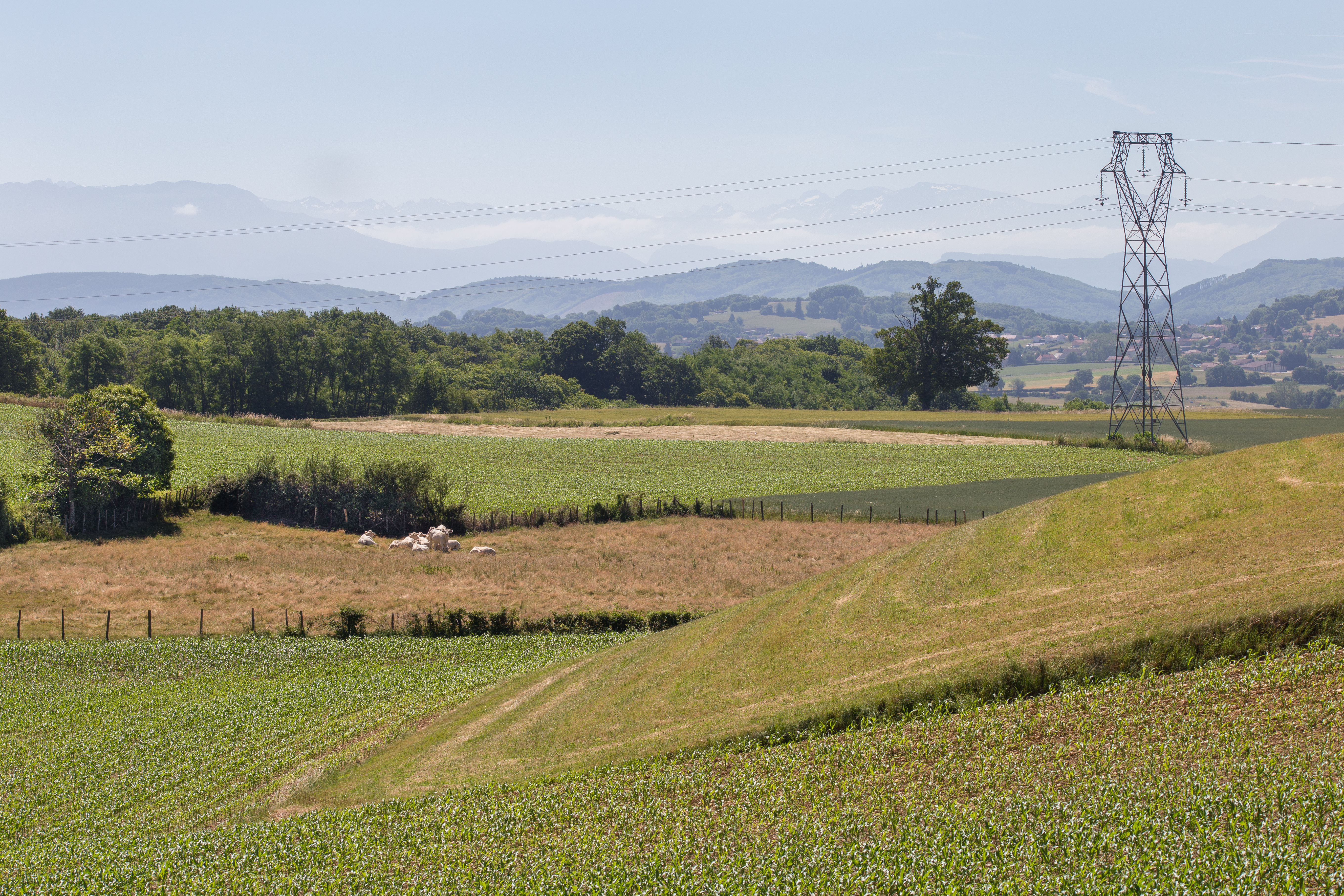
Environs de Saint-Didier-de-Bizonnes

### Géologie et relief

#### Caractéristiques géologiques
Les moraines glaciaires de l'époque quaternaire déposées sur un bloc molassique ont donné à cette partie au nord-ouest du département de l'Isère un pays de collines ondulées dénommées « Terres Froides » bordé au nord par les « Terres Basses », formées par les marais de l'ancien lit du Rhône et au sud par les plaines du Liers et de la Bièvre.
Les Terres froides et les Terres basses font partie du même ensemble molassique que l'Isle-Crémieu, la forêt de Bonnevaux et le plateau de Chambaran. Cet ensemble entraîne ainsi le fait que certains auteurs étendent cette zone géologique aux collines de Saint-Chef et Saint-Savin sous le vocable de « Terres froides septentrionales ». Certains le centrent autour de Biol, Châbons, Oyeu et Bizonnes voire le lac de Paladru. D'autres le décalent vers l'ouest mordant sur Bonnevaux et le plateau de Bournay, ou à l'est jusqu'aux rives du Guiers car elles présentent des caractéristiques géologiques et environmentales similaires et l'avant-pays cartusien. Les Terres basses subissent un sort analogue.
L'altitude moyenne des Terres froides est d'environ 450/500 mètres avec une amplitude d’altitude située entre 350 mètres et 800 mètres (altitudes constatées sur les territoires de Val-de-Virieu, Châbons et Biol). En ce qui concerne les points les plus élevés du territoire, le mont Follet, coiffée d'une tour hertzienne, situé à Oyeu, culmine à 776 mètres, le mollard Lévrier, situé dans la partie sud-est, à Val-de-Virieu, culmine à 780 mètres mètres et enfin le bois du Grand Platon, à Bilieu dépasse tout juste les 800 mètres,. Au niveau de la partie centrale du plateau, la table d'orientation du Haut-Biol, située à 663 mètres mètres est dominée par le secteur des Charpennes culminant à 691 mètres. La partie occidentale connait des altitudes plus modestes, dépassant rarement les 500 mètres.

#### Risques sismiques
La plus grande partie du territoire des Terres froides est située en zone de sismicité no 3 (sismicité modérée), à l'exception de sa frange la plus orientale (en particulier le secteur de la vallée de l'Ainan et du Pont-de-Beauvoisin) est enregistrée dans zone de sismicité no 4 (sismicité moyenne) sur une échelle fixée de 1 à 5.
| Type de zone | Niveau            | Définitions (bâtiment à risque normal) |
| ------------ | ----------------- | -------------------------------------- |
| Zone 3       | Sismicité modérée | accélération = 1,1 m/s2                |
| Zone 4       | Sismicité moyenne | accélération = 1,6 m/s2                |

### Climat

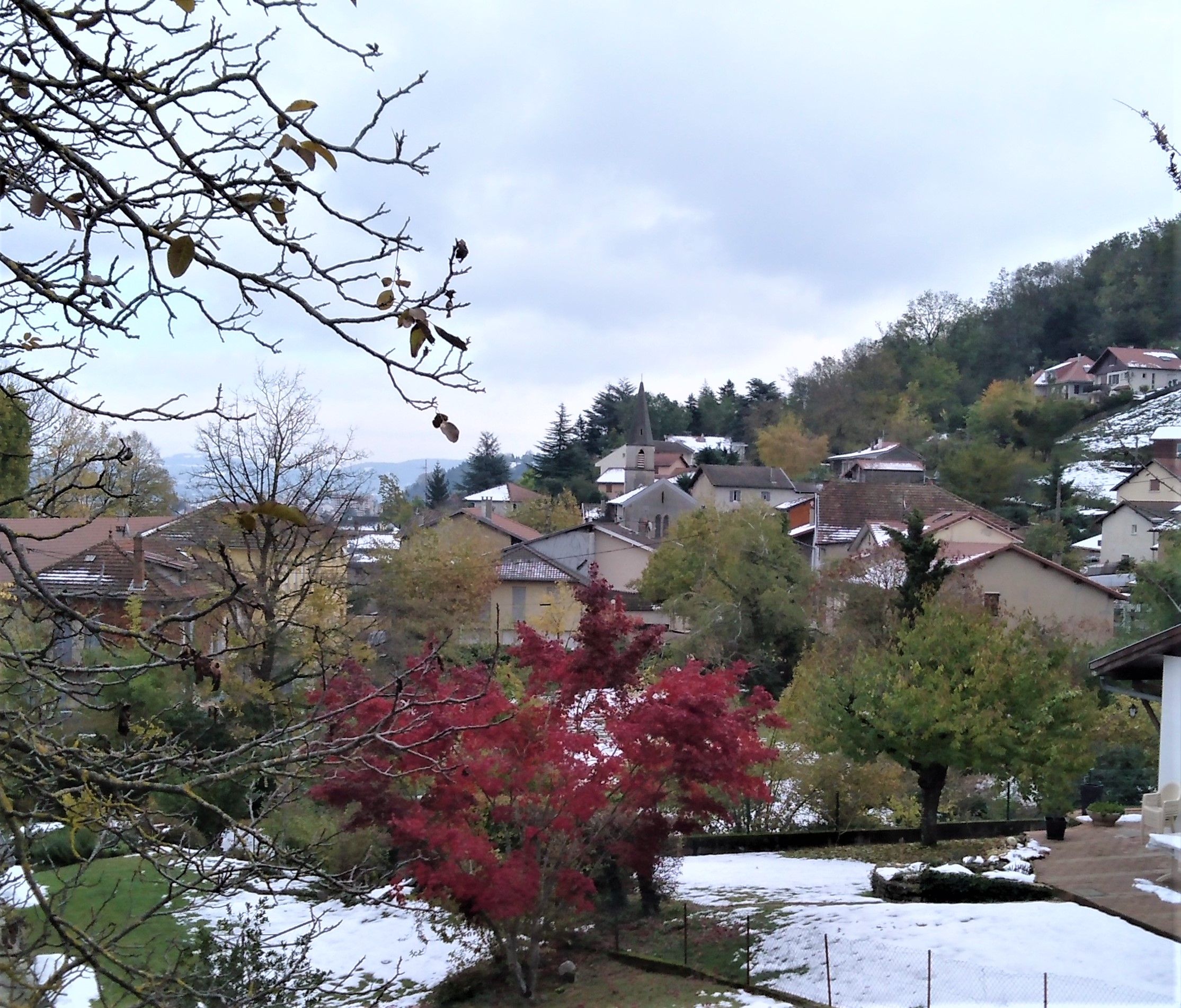
Bourg de Domarin en novembre 2019

Cette partie du Bas-Dauphiné tire son nom du climat ou de la pauvreté du sol selon les auteurs et s'oppose aux terres basses des marais et vallées adjacentes, propices autrefois à la culture de la vigne. Le climat plus rigoureux l'hiver viendrait du fait que la terre argileuse, imperméable, toujours imprégnée d'eau est lente à s'échauffer, alors que dans les secteurs du Liers et de la Bièvre, les sables morainiques donnent un sol plus sec.
Le climat est influencé par l'altitude et les vents canalisés par la vallée de la Bourbre et les vallées fossiles adjacentes. La Matinière est particulièrement craint : vent d'est par temps froid et stable au printemps. Mais à cette époque et jusque tardivement, les vents d'ouest dominent. En hiver, la bise de Nord prend une place importante, vent du beau temps qui se charge parfois de nuages durs à crever en prenant un axe Nord Ouest, la bise noire. En hiver, on assiste souvent à de grosses chutes de neige sur les Terres froides lorsqu'un front froid et humide rencontre un front chaud venu de Méditerranée. Il n'est pas rare alors de trouver près de 50 cm de neige sur les terres froides et de constater des conditions climatiques relativement différentes de l'autre côté de la chaîne de l’Épine, côte Savoie, à l'est.
- Minimales et maximales des températures enregistrées en 2020, à Châbons

| Mois                              | jan. | fév. | mars | avril | mai  | juin | jui. | août | sep. | oct. | nov. | déc. |
| --------------------------------- | ---- | ---- | ---- | ----- | ---- | ---- | ---- | ---- | ---- | ---- | ---- | ---- |
| Température minimale moyenne (°C) | −1,4 | 1,1  | 3,9  | 7,2   | 11   | 12,4 | 15,4 | 15,2 | 12,8 | 7,5  | 2,9  | 1,2  |
| Température maximale moyenne (°C) | 8,7  | 13,4 | 15,4 | 22,4  | 23,6 | 25,1 | 30,7 | 29,6 | 24,7 | 16,7 | 14   | 7,7  |

### Hydrographie

#### Cours d'eau

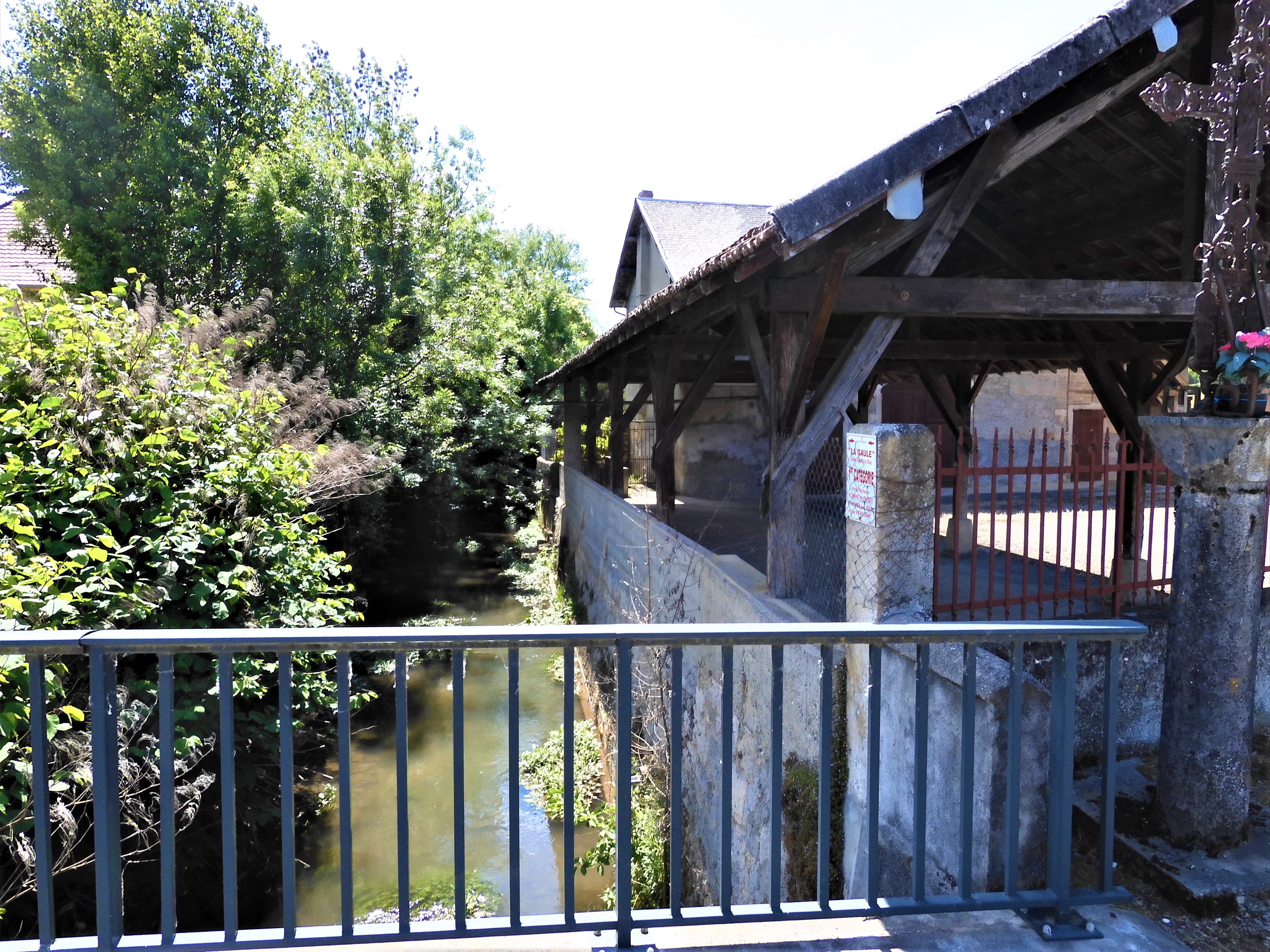
La Bourbre près de Chélieu

La région naturelle des Terres froides est sillonnée par plusieurs cours d'eau dont principalement la Bourbre, rivière d'une longueur de 72,3 km qui prend sa source à Burcin, à 495 mètres d'altitude et ses différents affluents dont l'Hien, d'une longueur de 17,2 km et qui prend sa source à Belmont et l'Agny, d'une longueur de 17,1 km qui prend sa source dans l'étang de la Croix sur le territoire d'Eclose-Badinières,
L'autre principal cours d'eau est l'Ainan qui forme sa propre vallée et partant de Chirens. D'une longueur de16 km cette rivière conflue avec le Guiers à Saint-Albin-de-Vaulserre dans les limites orientale des Terres froides.

#### Plans d'eau
Outre le Lac de Paladru de plus de 390 hectares et son voisin le grand étang du moulin, ainsi que le lac de Saint-Félix d'une superficie de 21,5 hectares, situé à Saint-Didier-de-la-Tour, le territoire est parsemé de nombreux plans d'eau de tailles plus modestes dont notamment les trois étangs d’eau privée, la Rajaz, le Vivier et la Blanche, d’une superficie de douze hectares situés à Saint-Didier-de-Bizonnes, ainsi que les étangs de Valencogne dont la plupart ont été mis en eau par les moines de la chartreuse de La Sylve-Bénite comme le plus grand d'entre eux, dénommé étang du Vivier.

## Faune et flore

### Espaces naturels

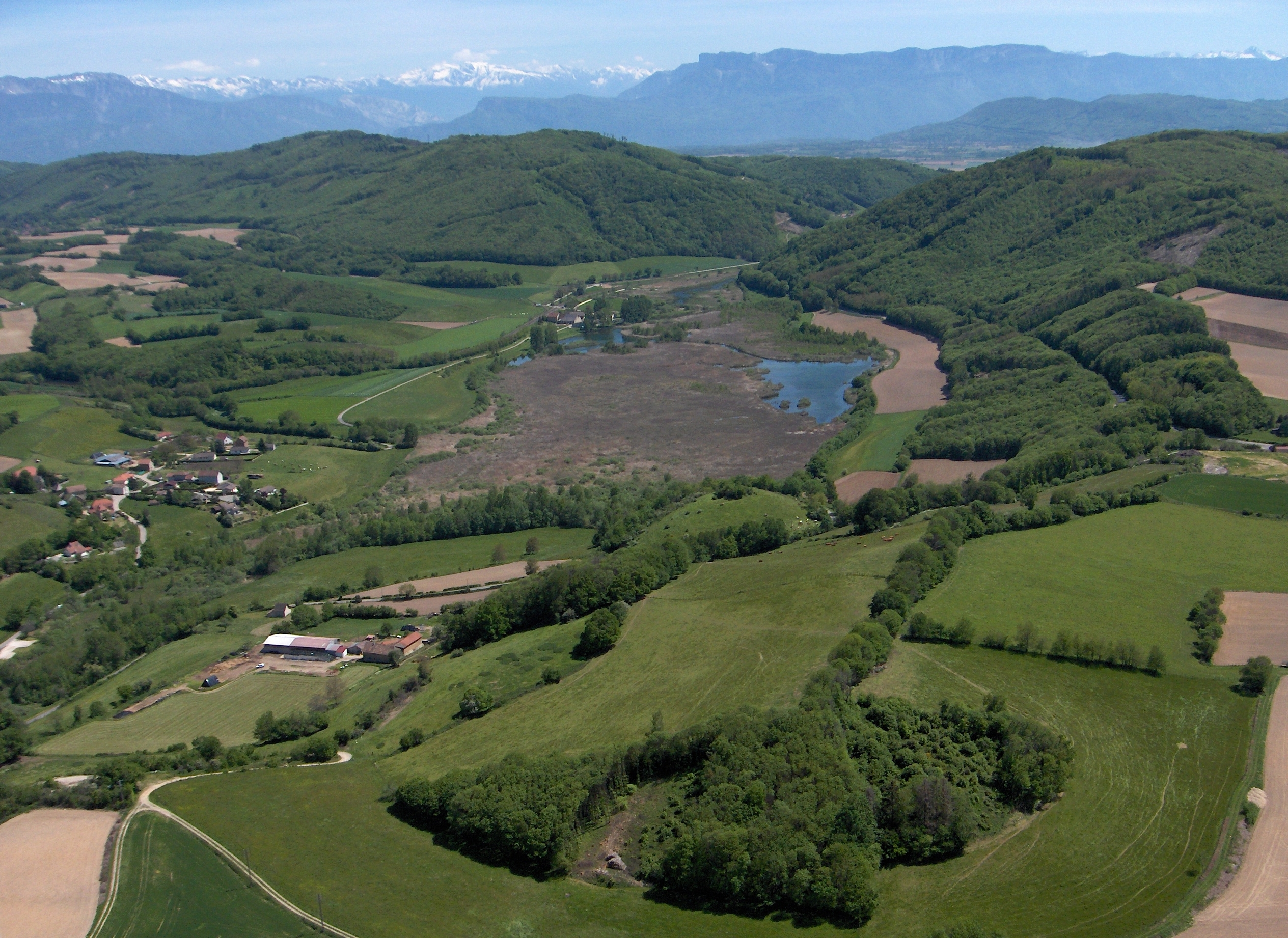
Réserve naturelle de l'étang du Grand Lemps.

Les principales essences forestières sont le châtaignier, le chêne, le hêtre et le noyer dans les vallées. La réserve naturelle nationale de l'étang du Grand-Lemps partagée entre cette commune et Châbons, avec son jardin de tourbières, est une des principales zones naturelles protégées de la région. Celle-ci abrite dix-sept espèces de reptiles et d’amphibiens ainsi que quarante-cinq espèces de libellules.
L'espace naturel sensible (ENS) du mas des Béroudières est situé à Saint-Didier-de-Bizonnes présente une grande richesse biologique. Selon le conservatoire d'espaces naturels de l'isère (CEN Isère), « le marnage naturel de l’étang et les conditions acides et oligotrophes du secteur sont à l’origine de la présence de plantes très particulières comme la petite Scutellaire, l’écuelle d’eau ou la littorelle à une fleur. » Cet organisme assiste la commune dans la mise en place technique d'un plan de gestion du site. Les autres ENS sont situés à Saint-Didier-de-la-Tour (le Pré maudit) Saint-Ondras (marais du Clandon) et Saint-André-le-Gaz qui abrite le site des marais du Pont du Guâ qui héberge près de 400 espèces ont été recensées dont 150 espèces végétales et 241 espèces animales, 36 espèces d'oiseaux, cinq de mammifères et trois de libellules.
Il existe également la ZNIEFF de l'étang de Charavoux à Artas qui accueille ainsi diverses espèces dont certaines présentent un intérêt scientifique et naturaliste. On peut y observer des oiseaux tels que la Bouscarle de Cetti, la Rousserolle turdoïde et le Héron pourpré. Non loin de là, on peut découvrir la ZNIEFF de Tramolé mais aussi, plus à l'est, celle de l'étang de Fichaillon situé à Succieu, celle de la forêt de Velanne ou celle du marais de la Gutinière à Valencogne, sans oublier celle des marais de Clandon à Saint-Ondras ni enfin la ZNIEFF de la vallée de l'Hien, entre Montrevel, Biol et Saint-Victor-de-Cessieu. Plus au nord, les Terres froides occidentales abritent également les ZNIEFF du « Vallon du Bivet » et  « du plateau de la ferme Chavant », partagées entre les communes de Bonnefamille et de Saint-Quentin-Fallavier,.

### Massifs forestiers

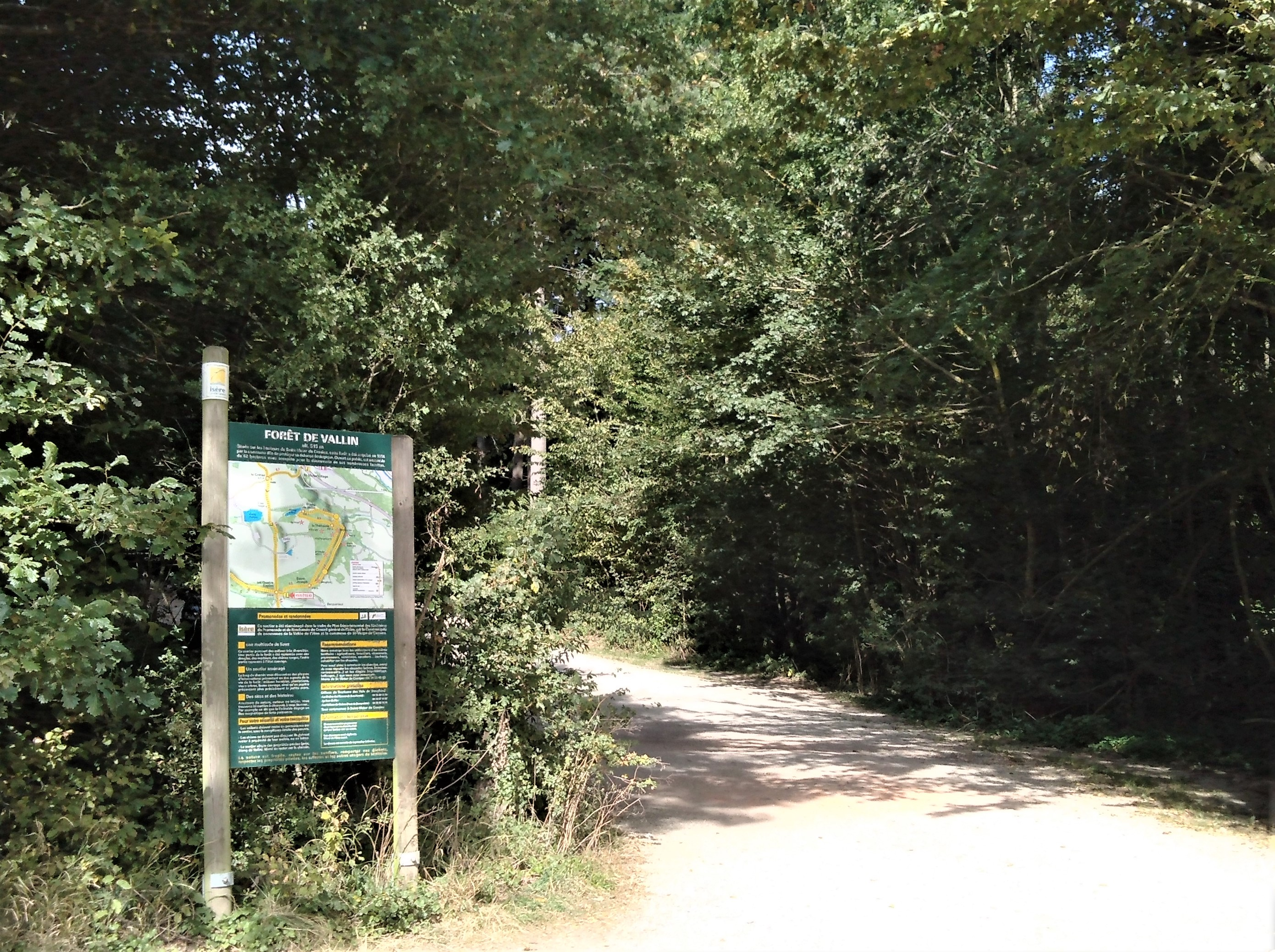
La forêt de Vallin.

Le massif de la forêt de Bonnevaux, situé en lisère occidentale des Terres froides avec lesquelles il est souvent associé, présente des boisements traités en taillis sous futaies dont les essences principales sont le chêne sessile, le châtaignier et le hêtre.
La forêt de Vallin petit espace forestier situé en limite du territoire communal de Saint-Victor-de-Cessieu et qui se prolonge par le bois de Cotan avec la commune voisine de Torchefelon. Réputée pour son pouvoir mystique et son aspect supposé surnaturel, cette forêt municipale est associée à de nombreux légendes et anecdotes locales qui lui conférent un charme particulier.

## Histoire
Pour un article plus général, voir Histoire de l'Isère.

### Protohistoire et Antiquité
Sept épingles ou fragments d'épingles ont été découverts en 1999 sur le territoire de la commune de Crachier, située au sud de Bourgoin-Jallieu. Ces pièces, considérées comme rares, ont été datées de la fin du Bronze moyen ou tout début du Bronze final et témoignent de l'implantation et de l'importance de la civilisation des Champs d'Urnes dans la région.
Le site d'un village néolithique était installé au bord du lac de Paladru était installé durant le XXVIIe siècle av. J.-C., soit à la même époque que la IVe dynastie égyptienne. Des fuseaux, racloirs, haches, parures et récipients de terre cuite ont été retrouvés sur le site des baigneurs à Charavines.
La région actuelle des Terres froides s'inscrit dans sa totalité dans le territoire antique des Allobroges, ensemble de tribus gauloises occupant l'ancienne Savoie, ainsi que la partie du Dauphiné située au nord de la rivière Isère.

### Moyen Âge
Au début de l'époque médiévale, l'ensemble des terres froides est rattaché au diocèse de Vienne. Ce territoire s'inscrit également dans le royaume des Burgondes (regnum Burgundiae). À partir de l'avènement de Charles Martel, le regnum Burgundiae fut divisé en quatre commandements, ayant chacun son propre gouverneur :
- la Bourgogne d'Arles ;
- la Bourgogne alémanique ;
- la Bourgogne franque ;

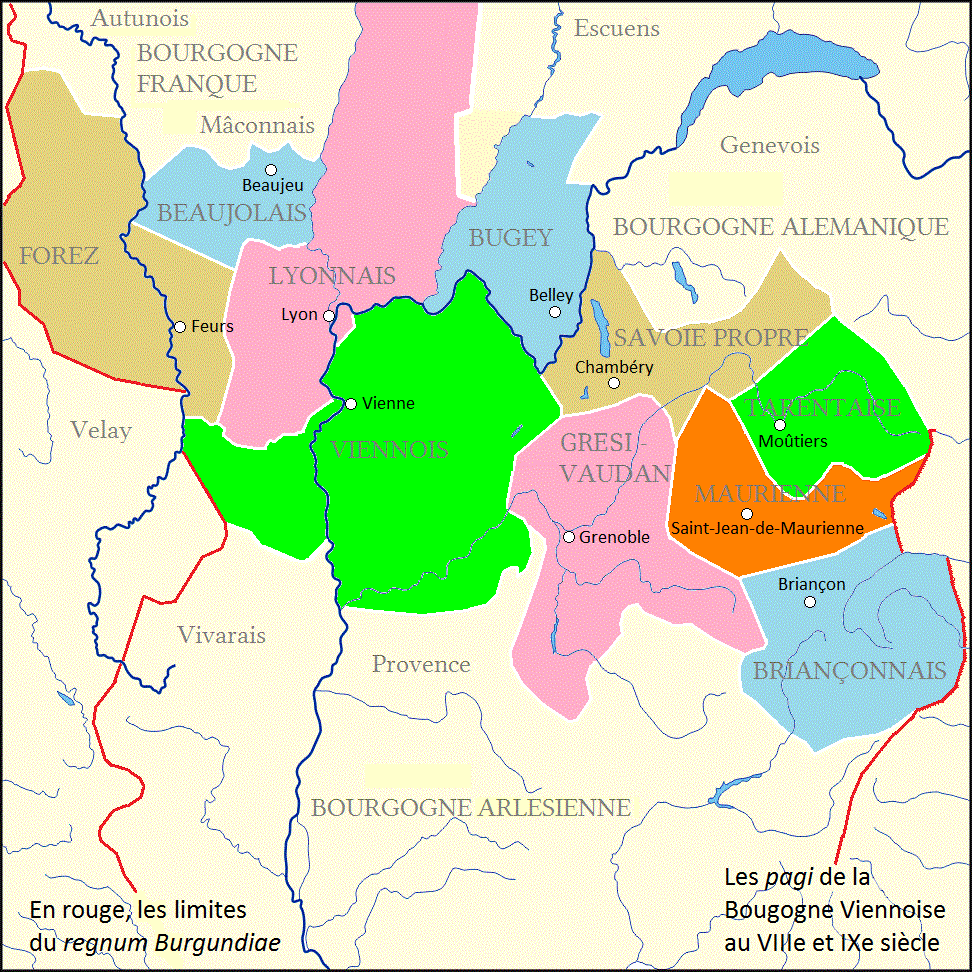
Le pays de Viennois du royaume de Bourgogne

- la Bourgogne de Vienne ou Viennois (dans lequel s'inscrit les Terres froides).

Entre 844 et 1450, le comté de Vienne est établi, celui-ci étant à l'origine du Dauphiné de Viennois, une principauté du Saint-Empire romain germanique gouverné par les Dauphins qui sera ensuite rattaché au royaume de France en 1349. le titre de Dauphin étant porté par le fils ainé du roi.
À la suite d'un don effectué par une dame de la paroisse d'Ars (située près du lac de Paladru), une colonie composée de six moines conduite par le père Dom Othger, venue de la Grande Chartreuse fonda le monastère de la Sylve-Bénite en 1116. Le monastère fut édifié sur des terres appartenant aux marquis de Virieu, lesquelles passèrent sous propriété de l'ordre.
Durant l'Ancien régime, les Terres froides étaient partagées entre plusieurs domaines seigneuriaux. Selon certaines sources Sibaud Ier de Clermont, premier seigneur connu de la maison de Clermont-Tonnerre, possédait plusieurs châteaux dans les Terres froides dont celui de Clermont dont la tour est encore visible entre Charavines et Chirens Il existait également la maison de Bocsozel dont la lignée est sans doute fondée par Hubert de Bossozel qui vécut au XIe siècle dans le château du même nom et dont il reste quelques éléments au Mottier commune toute proche. La présence d'une motte peut permettre d'attester une présence plus ancienne d'une motte castrale qui aurait donné le toponyme du lieu. La juridiction de ce châtelain englobe entre autres les paroisses de Champier, Flachères, Eydoches, Nantoin, La Frette, Saint Hilaire, Gillonnay, Longechenal, Le Mottier, Saint-André. La baronnie de Maubec était liée aux Bocsozel sans oublier la baronnie de La Tour du Pin ainsi que la seigneurie de Faverges, tenue par la famille de Virieu dont plusieurs branches essaimèrent dans la région.

### Renaissance
François de Beaumont, baron des Adrets, partisan des troupes protestantes, ravage la région puis fait le siège devant La Tour-du-Pin, le 21 août 1562, avant de s'emparer de la ville et de l'occuper. Il quittera ensuite la cause protestante et revient au catholicisme en 1564.

### Époque contemporaine

François-Henri, comte de Virieu

Lors des États généraux de 1789 c'est François-Henri comte de Virieu (1754 - 1794) qui, en 1789, représentera la noblesse du Dauphiné. Il sera élu président de l'Assemblée constituante le 27 avril 1790.
 À la suite des événements survenus à Paris, notamment la prise de la Bastille, un phénomène social dénommé la Grande peur  s'étend dans la province royale du Dauphiné. Du 27 juillet au début août 1789, celle-ci prend de l'ampleur dans le milieu paysan autour de Bourgoin et dans la région des Terres froides entrainant l'attaque et le pillage de plusieurs châteaux et domaines seigneuriaux, dont le château de Bocsozel à Maubec.
Artas, un village des Terres froides occidentales revendique être le berceau de la fête des mères, en France, organisée pour la première fois dans la commune en 1906 par un instituteur de l'école communale, Prosper Roche. Une fresque murale a été créée en contrebas de l'entrée du bourg ancien afin de témoigner de cet événement.
Durant la Seconde Guerre mondiale. Un bombardier de type Lancaster de la Royal Air Force était abattu par la défense antiaérienne allemande dans la nuit du 17 septembre 1943 et celui-ci s’écrase à proximité du centre du village de Saint-Georges-d'Espéranche (site du bois du Revoireau). Un monument a été édifié par la mairie en hommage aux soldats britanniques décédés.
Vers la fin des années 1960, Gérard Nicoud, gérant d'un café isérois, à la Bâtie-Montgascon, petite commune des Terres froides, crée le Confédération intersyndicale de défense et d'union nationale des travailleurs indépendants (CIDUNATI), dans une démarche de résistance fiscale. En 1969, il fait enlèver plusieurs tonnes de dossiers fiscaux à la perception de La Tour-du-Pin, afin d'appuyer la revendication que les pensions des retraités du petit commerce soient versées intégralement, sinon les dossiers seront brûlés. Entre 2003 et 2006, la bande organisée d'abord dénommée sous le nom de « gang des mécanos » puis sous le nom de « gang des souris vertes » procèdent à de nombreuses attaques de banques et de fourgons de transport de fonds dans la région Auvergne-Rhône-Alpes dont notamment, Saint-Georges-d'Espéranche, La Côte-Saint-André et Bourgoin-Jallieu. Certains membres du gang seront arrêtés sur le territoire de la commune de Bonnefamille.

## Économie
Bien que située à l'écart des grandes régions touristiques mais bien desservie par les réseaux autoroutier et ferroviaire, ainsi que la Via Gebennensis (GR65), une des voies de pèlerinage de Saint-Jacques de Compostelle, la petite région des Terres froides présentent de nombreux sites d'intérêts historiques et touristiques. C'est également une région de terres agricoles et de sylviculture.
Un des pipelines de l'oléoduc sud-européen traverse la partie centrale des Terres froides selon un axe nord-ouest — sud-est, depuis la raffinerie de Feyzin et la commune de Villette-de-Vienne, commune des Balmes viennoises où est situé le centre d'exploitation de la SPMR, société chargée de la surveillance du réseau de pipelines. L'oléoduc traverse notamment la vallée de l'Agnin, les communes d'Eclose-Badinières, de Bizonnes et de Châbons, jusqu'à Apprieu pour ensuite emprunter le seuil de Rives, en direction de Grenoble. Celui-ci, constitué de canalisations enfouies sous le sol à au moins 80 cm de profondeur, est équipé de vannes de sectionnement afin de limiter le risque d'accidents. Les produits transportés sont différents produits d'hydrocarbures, issus des raffineries de l’étang de Berre, de Feyzin et de dépôts d’importation,.

### Passé industriel
Sur le plan industriel cette petite région est considérée à la fin du XIXe siècle et au début du XXe siècle comme la première région française du tissage de la soie en raison de la proximité de la ville de Lyon, connue comme capitale mondiale de la soie qui centralise l'écoulement des productions.

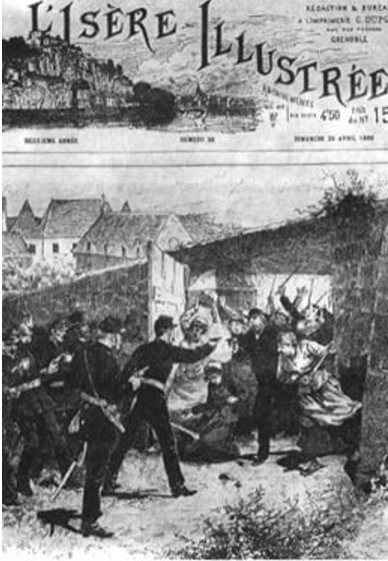
Entrée des gendarmes dans l'usine de la combe de Châteauvilain
(Numéro de l'Isère illustrée).

Dès 1850, le Bas-Dauphiné compte 3600 métiers à tisser et connaitra une industrialisation croissante au fil des décennies suivantes avec une certaine saturation au début du XXe siècle. Le village de Saint-Bueil situé dans la vallée de l'Ainan, possède deux métiers pour trois habitants. Après cette période faste, la production finira par péricliter. Le musée de Bourgoin-Jallieu possède une collection permanente dénommée « Parcours textile » qui présente un ensemble de collections sur l'art et la technique du tissage dans cette partie du Dauphiné avec près de 8 000 objets inventoriés.
Cette activité industrielle est également liée à l'élevage du ver à soie et à la culture du mûrier dans la région des Terres froides mais aussi dans l'ensemble du Bas-Dauphiné depuis le nord du département jusqu'au seuil de Rives,.
La création des usines pensionnats est lié à cette activité et l'implantation de ce type d'établissement fut encouragé dans les campagnes autour de Lyon et notamment dans les Terres basses autour de Bourgoin et dans les Terres froides. Les plus importantes de ce secteur furent l'usine de Boussieu, située à Nivolas-Vermelle et celle de La Combe, située à Chateauvilain, laquelle fut liée à la mort d'une ouvrière dénommée Henriette Bonnevie, tuée par un tir effectué par un membre de la gendarmerie, à la suite d'un manifestation des ouvrières du lieu.
D'autres usine pensionnats étaient implantées dans la petite région, notamment à Pont-du-Gaz (à Saint-André-le-Gaz), à Pannissage (actuellement Val-de-Virieu), à Saint-Victor-de-Cessieu et à Charavines, près du lac de Paladru. L'ancienne usine Ruby (à Voiron) et celle de Girondon (à Saint-Siméon-de-Bressieux), située non loin des Terres froides furent également des établissements de même nature et hébergeant des travailleuses de la région..

### Activités touristiques

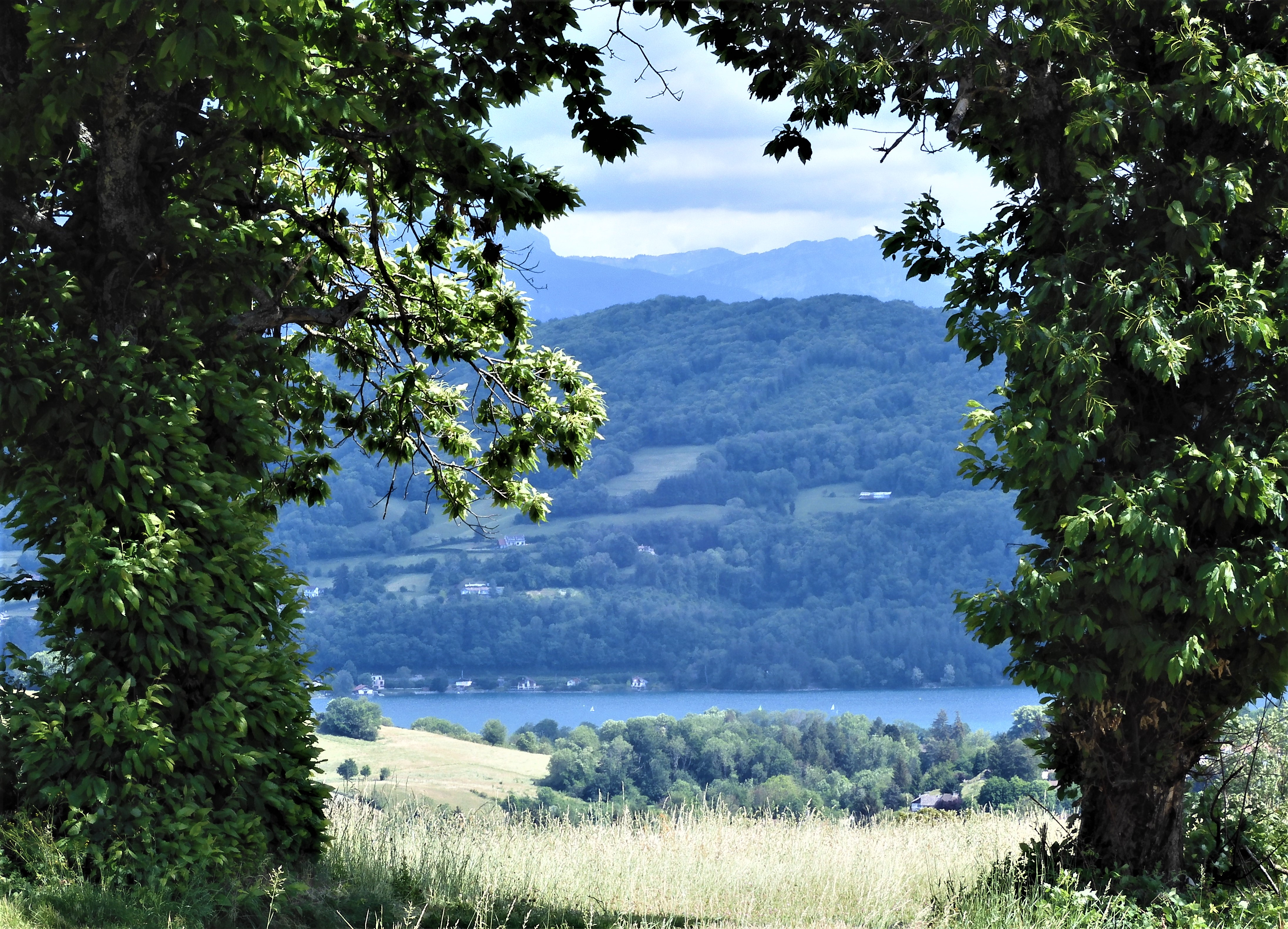
Le lac de Paladru depuis les hauteurs des Terres froides

Le principal lieu touristique des Terres froides, accueillant le plus de visiteurs et comptant de nombreux lieux d'hébergement saisonniers est le lac de Paladru, située dans la partie méridionale du territoire.
Un musée, consacré au patrimoine naturel et archéologique de ce lac et de ses environs a été créé sur sa rive nord.

### Activités agricoles
Le GIEE (groupement d'intérêt économique et environnemental) « Agri-demain des Terres Froides » regroupe huit exploitations de ce territoire. Ce groupement est destiné à accompagner les agriculteurs dans « leur volonté de protéger l’environnement et de développer leur autonomie fourragère »,.

### Gestion des eaux et assainissement
Le syndicat des eaux de la Haute Bourbre, dont le siège est fixé sur le territoire de la commune du Passage est un service de gestion des eaux et de l'assainissement qui couvre un périmètre autour de 16 000 hectares avec un réseau estimé à 400 kilomètres et de 16 stations de pompage) sur dix-sept communes (Blandin, Châbons, Chassignieu, Chélieu, Doissin, Le Passage, Le Pin, Montagnieu, Montrevel, Panissage, St Clair de la Tour, St Didier de la Tour, St Ondras, St Victor de Cessieu, Ste Blandine, Valencogne, Virieu). La ressource en eau est constituée de nombreux captages gravitaires, d’un puits et de deux forages en nappe souterraine.

## Transports
Les Terres froides se caractérisent par un réseau routier relativement dense en raison de sa position géographique entre Lyon, Grenoble et Chambéry, ainsi que par un réseau ferroviaire créé dès le début de la seconde moitié du XIXe siècle et desservant de nombreuses gares au niveau local. L'aéroport de Grenoble-Alpes-Isère est situé à proximité du territoire, entre les villes de Saint-Étienne-de-Saint-Geoirs et La Côte-Saint-André.

### Réseau routier et autoroutier

#### Routes
Les trois principales voies routières qui traversent le territoire des Terres froides, le font selon un axe nord-sud. Toutes ces voies routières ont été déclassées en route départementales.
- L'ancienne route nationale 75, devenue la RD1075, qui relie Voiron à Bourg-en-Bresse, traverse le canton du Grand-Lemps dans sa partie orientale (plus précisément, les communes de Montferrat et de La Bâtie-Divisin). Cette voie franchit le col du Banchet ou du Blanchet, selon l'IGN, à 695 m d'altitude, entre les communes de Montferrat, Bilieu et Chirens, à l'est du lac de Paladru[75], la circulation peut quelquefois être difficile en période hivernale[76].
- L'ancienne route 85 (RN85) qui relie Grenoble à Lyon, traverse le canton de la Bièvre, également dans sa partie orientale (communes du Mottier et de La Frette).
- La route départementale 520 correspond à l'ancien tracé de la Route nationale 520 qui autrefois reliait la ville de Bourgoin-Jallieu par Les Éparres à la commune des Échelles en Savoie. Cette route a été déclassée en route départementale lors de la réforme de 1972. Cette voie devenue secondaire depuis la création de l'autoroute traverse la majeure partie de la région des Terres froides, notamment les territoires des communes de Biol, Montrevel Chabons[77], Burcin et Apprieu.

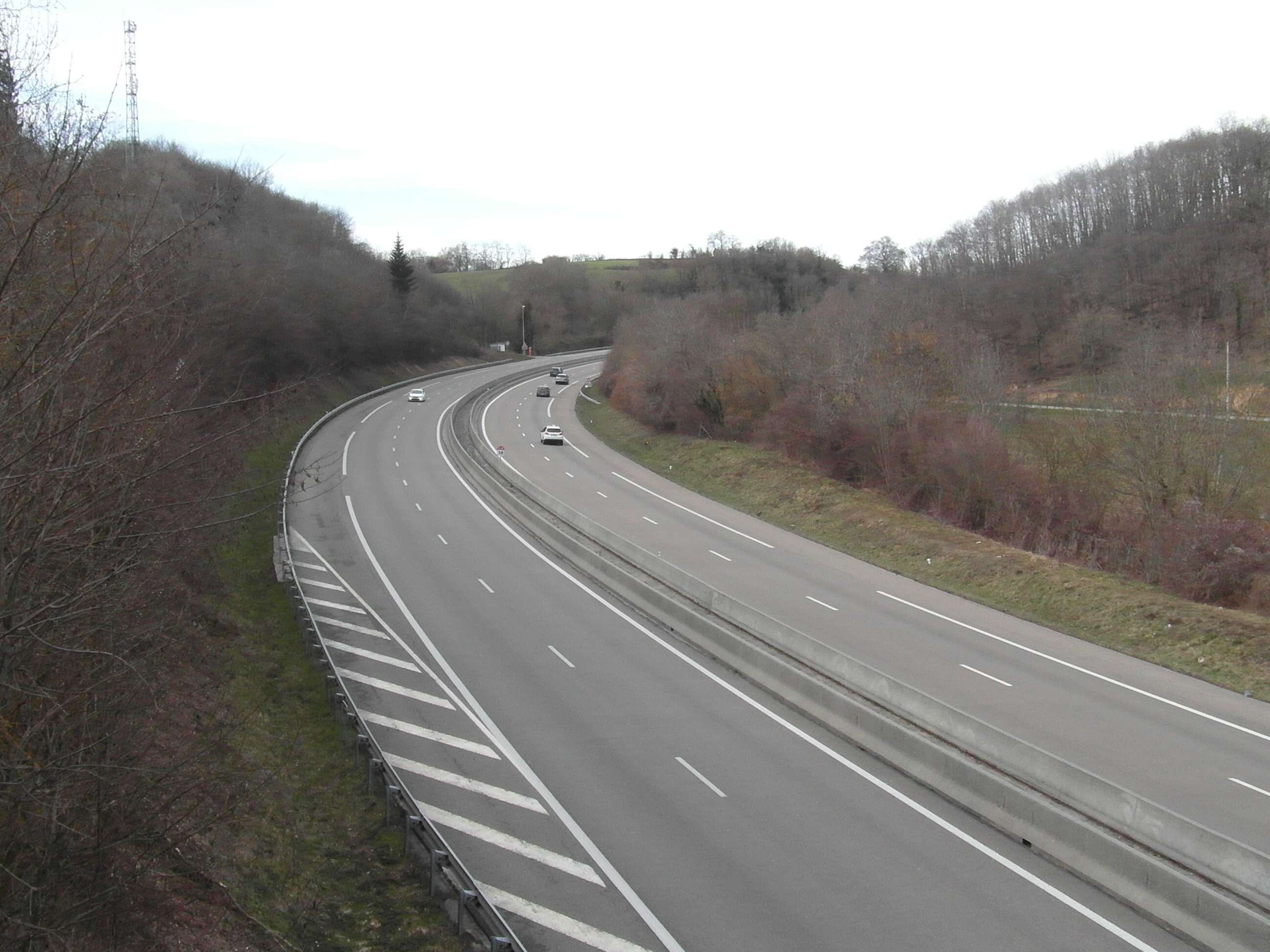
L'A48 dans la montée au col de la Rossatière en direction de Lyon

#### Autoroutes
L'autoroute A48 est une voie reliant l'agglomération lyonnaise à celle de Grenoble qui traverse les Terres froides, approximativement en leur milieu, selon un axe nord-sud. Cette voie franchit notamment le col de Rossatière (altitude de 569 m selon l'IGN et de 573 m selon le panneau autoroutier), situé au niveau du PK 57, au nord de la commune de Châbons. Malgré son altitude modeste, le passage de ce col est parfois difficile lors des épisodes de chutes de neige en période hivernale. Cette voie autoroutière se détache, au niveau de Cessieu, de l'autoroute A43 qui relie Lyon aux agglomérations savoyardes de Chambéry et d'Annecy, tout en longeant durant quelques kilomètres la bordure septentrionale des Terres froides jusqu'à Romagnieu.

#### Transport routier
Le transport routier périurbain est assurée par le réseau de Cars Région Isère, lequel est géré et financé par la région Auvergne-Rhône-Alpes.

### Réseau pédestre et cyclable
Un des chemins de Compostelle partant de la ville de Genève en Suisse (via Gebennensis) recueille les pèlerins suisses et allemands se rendant à la ville espagnole et aboutit à la via Podiensis tout en se confondant, dans son parcours français avec le chemin de grande randonnée GR65. Le sentier suit le chemin des crêtes des collines qui dominent la vallée de Valencogne et le lac de Paladru, avant de rejoindre le territoire du Grand-Lemps, traversant ainsi une partie de la région naturelle des Terres froides.
|  | Parcours Chemin de Saint-Jacques-de-Compostelle / via Gebennensis + via Podiensis • Genève (Suisse) • Les Abrets - Valencogne - Le Grand-Lemps (Isère) • Le Puy-en-Velay (Haute-Loire) • Nasbinals (Lozère) • Conques (Aveyron) • Figeac (Lot) • Moissac (Tarn-et-Garonne) • Aire-sur-l'Adour (Landes) • Col de Roncevaux (Espagne) |

Situé non loin de cette voie pédestre, la « voie verte du lac de Paladru » est une voie cyclable de 14 kilomètres qui longe le lac entre l'ancienne commune de Paladru et la commune de Charavines.

### Réseau ferroviaire
La ligne de Lyon à Grenoble qui constitue la première partie de la ligne de Lyon-Perrache à Marseille-Saint-Charles (via Grenoble) longe les Terres froides entre les gares de Châbons et de La Tour-du-Pin au niveau de la rive droite de la Bourbre. Outre les deux gares citées, la ligne comprend deux autres gares dans ce secteur, celles de Virieu-sur-Bourbre et de Saint-André-le-Gaz. Une bifurcation de ligne située à Saint-André-le-Gaz permet d'accéder à la gare de Chambéry.

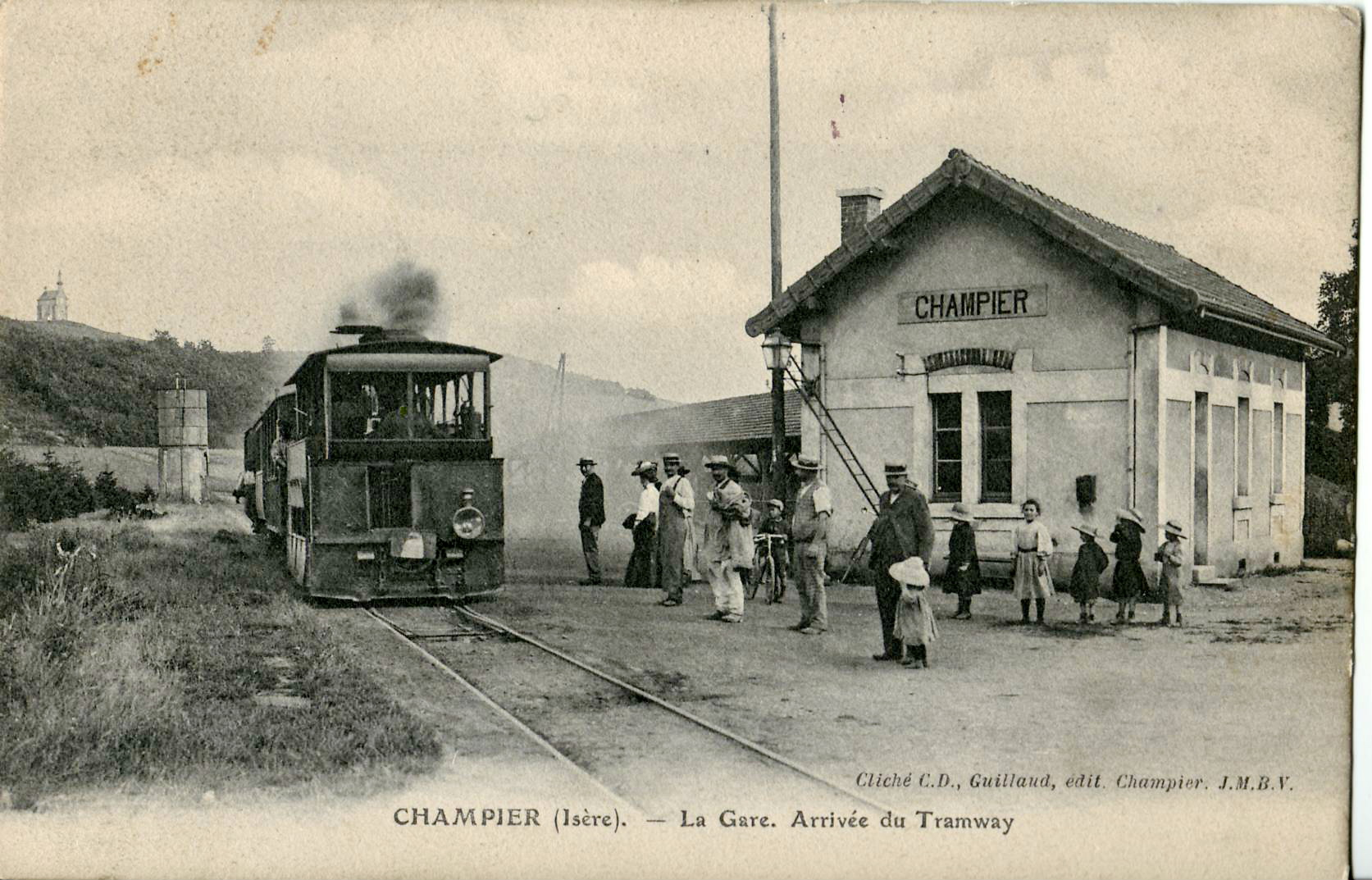
la gare de Champier, autour de 1900

Plusieurs lignes des anciens tramways de l'ouest du Dauphiné desservaient, jusqu'aux années précédant la Seconde guerre mondiale, plusieurs secteurs des Terres froides dont notamment la ligne reliant Bonpertuis (Apprieu) au Pont-de-Beauvoisin et celle reliant Voiron à Charavines.
En août 1897 une concession de chemin de fer par tramway est accordée à des entrepreneurs locaux afin de créer une ligne à voie métrique de Saint-Jean-de-Bournay à Saint-Marcellin par La Côte-Saint-André. Cette convention fut entérinée par un décret de déclaration d’utilité publique le 12 janvier 1898. Cette ligne fut ouverte au transport du public et de marchandises en 1900.

## Population et société

### Démographie
Le territoire des Terres froides n'étant pas officiellement délimité, il n'existe aucun recensement officiel de population rattaché à cette région. Hormis les agglomérations périphériques (notamment Bourgoin-Jallieu et La Tour-du-Pin), celle-ci reste cependant fortement rurale et fut donc soumise à une diminution de population durant le XXe siècle, mouvement lié à l'exode rural qui conduit les populations des campagnes à s'exiler vers les villes afin de trouver des emplois, phénomène qui semble s'être arrêté, voire à s'inverser quand on observe les courbes démographiques de certains villages tels que Châbons, Biol, Torchefelon, Succieu ou Saint-Georges-d'Espéranche depuis le début du XXIe siècle.

### Médias

#### Presse écrite
Historiquement, le quotidien régional à grand tirage, Le Dauphiné libéré consacre, chaque jour, y compris le dimanche, dans son édition du Nord-Isère, un ou plusieurs articles à l'actualité des communautés de communes, ainsi que des informations sur les éventuelles manifestations locales, les travaux routiers, et autres événements divers à caractère local.

#### Presse audio-visuelle
La petite région est en outre située dans le bassin d’émission des chaînes de télévision France 3 Alpes ainsi que celui de la radio locale France Bleu Isère. La station locale associative Radio ISA, dont le siège est basé dans la Zone industrielle de Rochetoirin près de La Tour-du-Pin émet sur l'ensemble du territoire des Terres froides.

### Cultes
L'ensemble des paroisses catholiques couvrant les Terres froides sont rattachées au diocèse de Grenoble-Vienne. La partie méridionale de la paroisse de Saint-François d’Assise porte le nom de « Relais Agny‐Terres Froides » et recouvre les églises de sept communes de la vallée de l'Agny.

### Sports et loisirs
Plusieurs équipes notables au niveau local, dont celle des « Terres Froides Basket » est une association amateure affiliée à la fédération française de basket-ball rattachée aux communes d'Apprieu, Bévenais, Châbons, Colombe et Le Grand-Lemps, celle de l'AS « Succieu Terres Froides » (ASSTF) est l'association amateure affiliée à la fédération française de rugby rattachée à la commune de Succieu et celle du « Hand Bièvre des Terres Froides », également basée au Grand-Lemps. Le « Football Club des Terres Froides » est, quant à lui, basé à Biol.
Créé en 1993, le circuit automobile du Laquais, unique installation de ce type dans le département de l'Isère, est situé sur le territoire de la commune de Champier entre Bourgoin-Jallieu et La Côte-Saint-André. Ce circuit se présente comme une installation polyvalente ouverte à tout type de véhicules dans un cadre privé.

## Patrimoine culturel et traditions
L'association intercommunale pour la sauvegarde du patrimoine des Terres Froides (AHTF38) a été créée en mars 2021 à Val-de-Virieu avec pour mission « l’étude, la sauvegarde ainsi que la valorisation par tous les moyens possibles de l’histoire et du patrimoine de la région ».

### Patrimoine architectural

#### Habitat traditionnel
Le patrimoine architectural de ce territoire est assez remarquable avec ses grands corps de ferme en pisé surmonté par des toitures à quatre pans couverture à tuiles en écailles. Aux XVIIIe et XIXe siècles, sur l’ensemble du territoire français, des constructions avec ces murs de terre se développent de façon considérable, et deviennent, depuis les Terres froides jusque dans l'Avant-Pays Savoyard et l'Ain, la technique dominante, marquant fortement le paysage. Cette tendance va ensuité s’inverser au XXe siècle, avec l’avènement de matériaux nouveaux mais également en raison de l’exode rural et la disparition des modes de travaux de type communautaire. Le pisé, progressivement délaissé, disparaît de la construction après la Seconde Guerre mondiale.

Quelques photos de constructions traditionnelles de la région des Terres froides
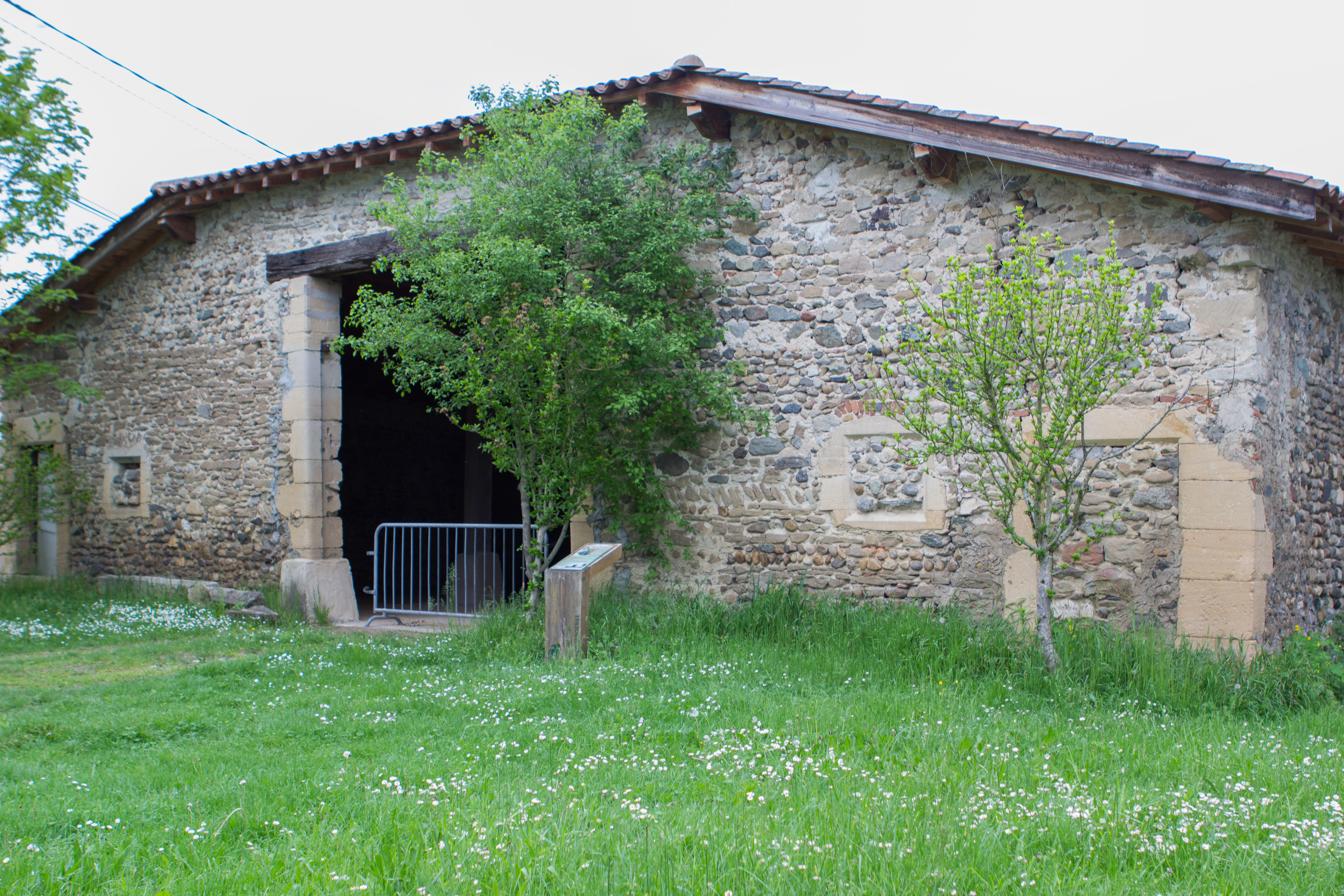
Grange en pierre à Bonnefamile
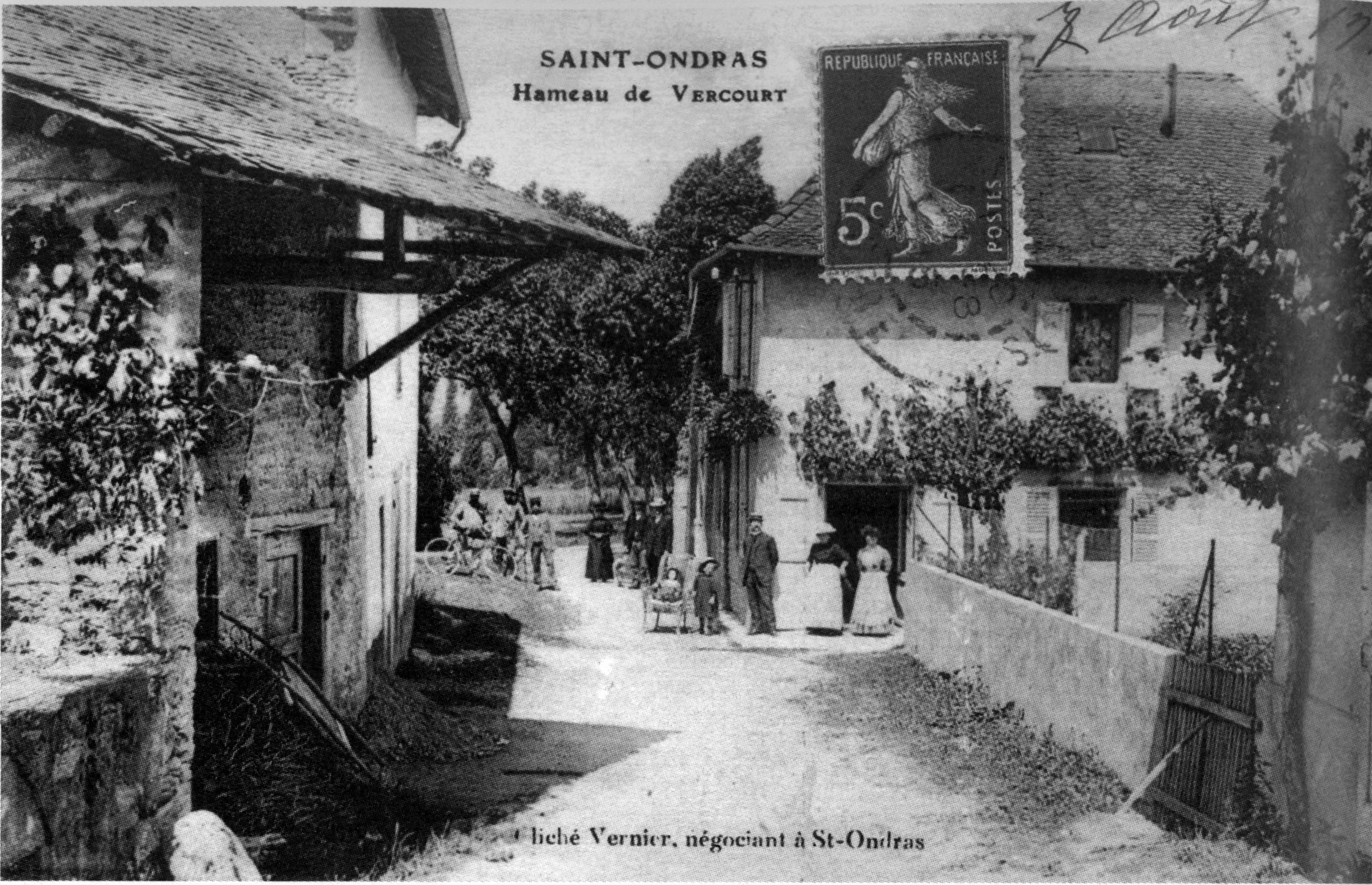
Hameau de Vercourt (Saint-Ondras) en 1908
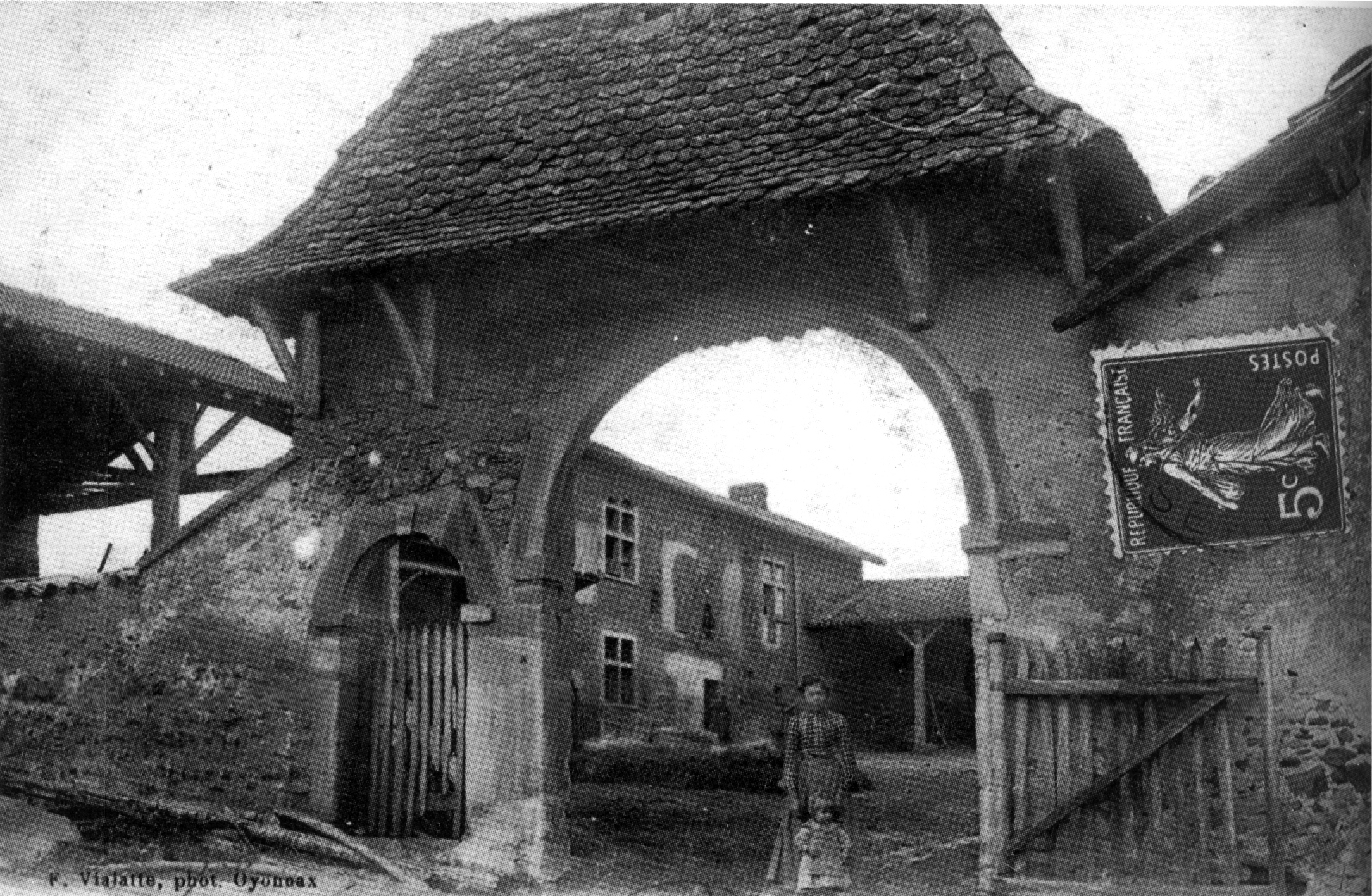
Corps de ferme dans le secteur de Maubec en 1912
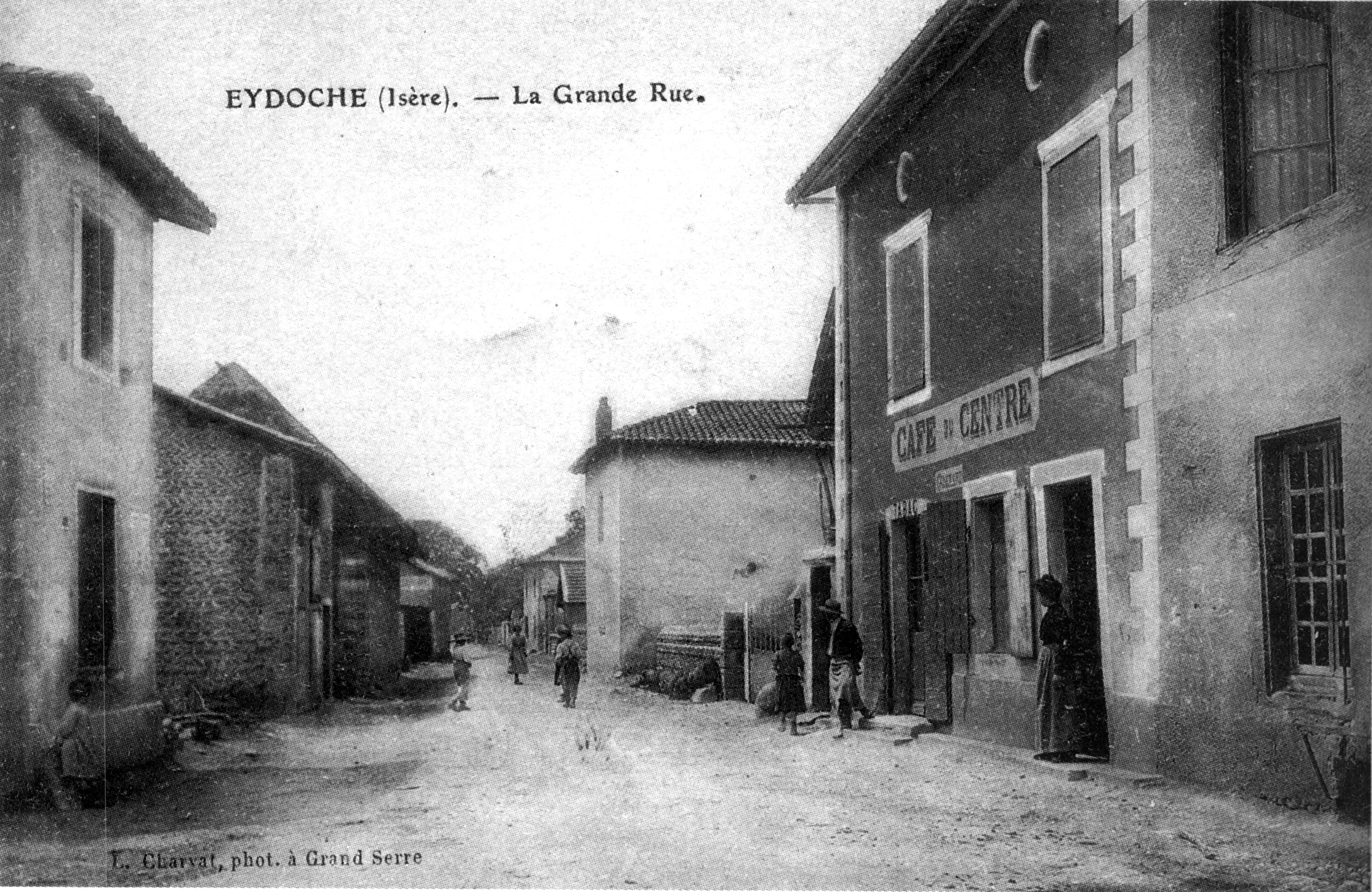
Maisons de village à Eydoche en 1920
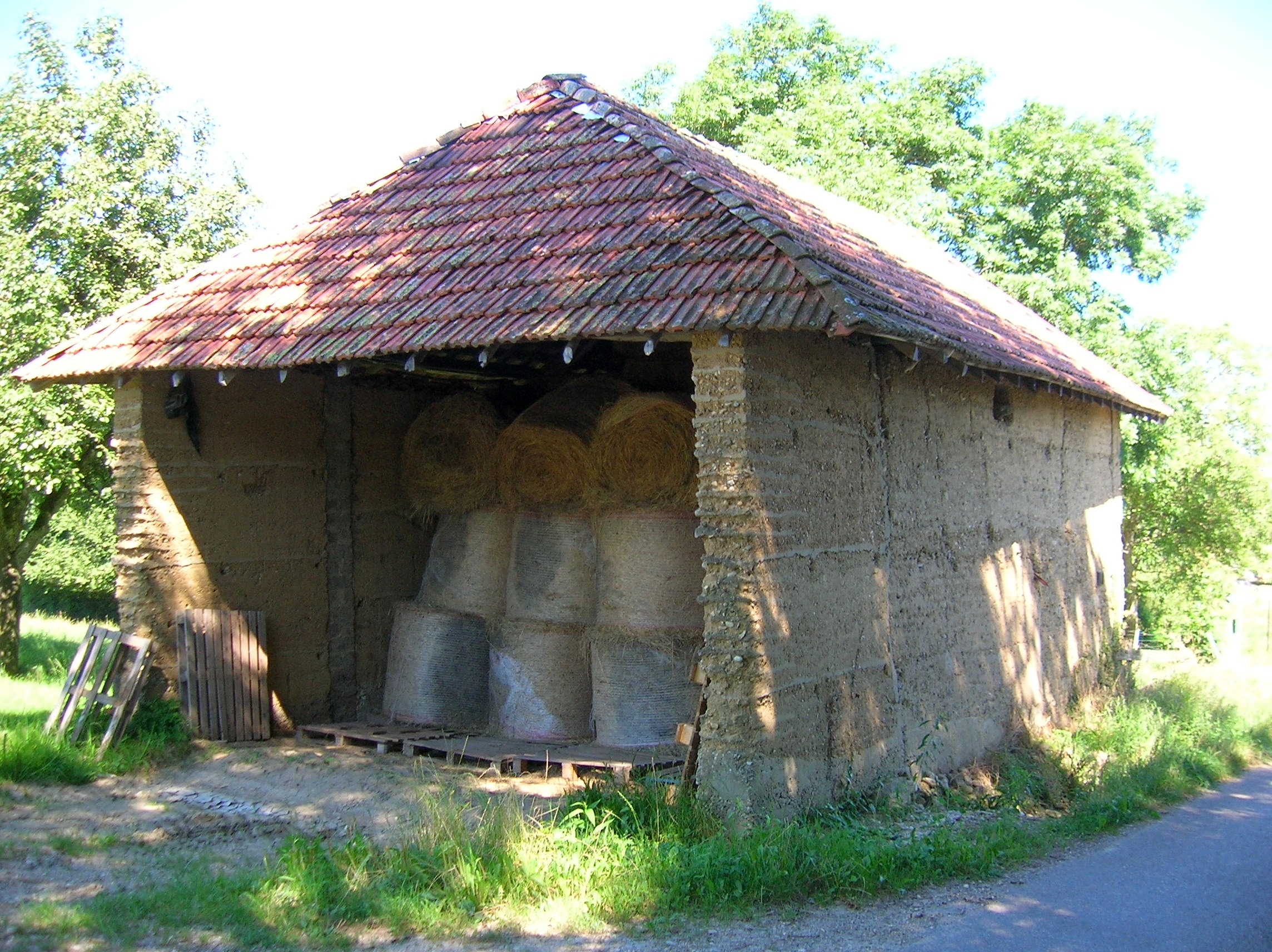
Grange en pisé typique des Terres froides à Chassignieu
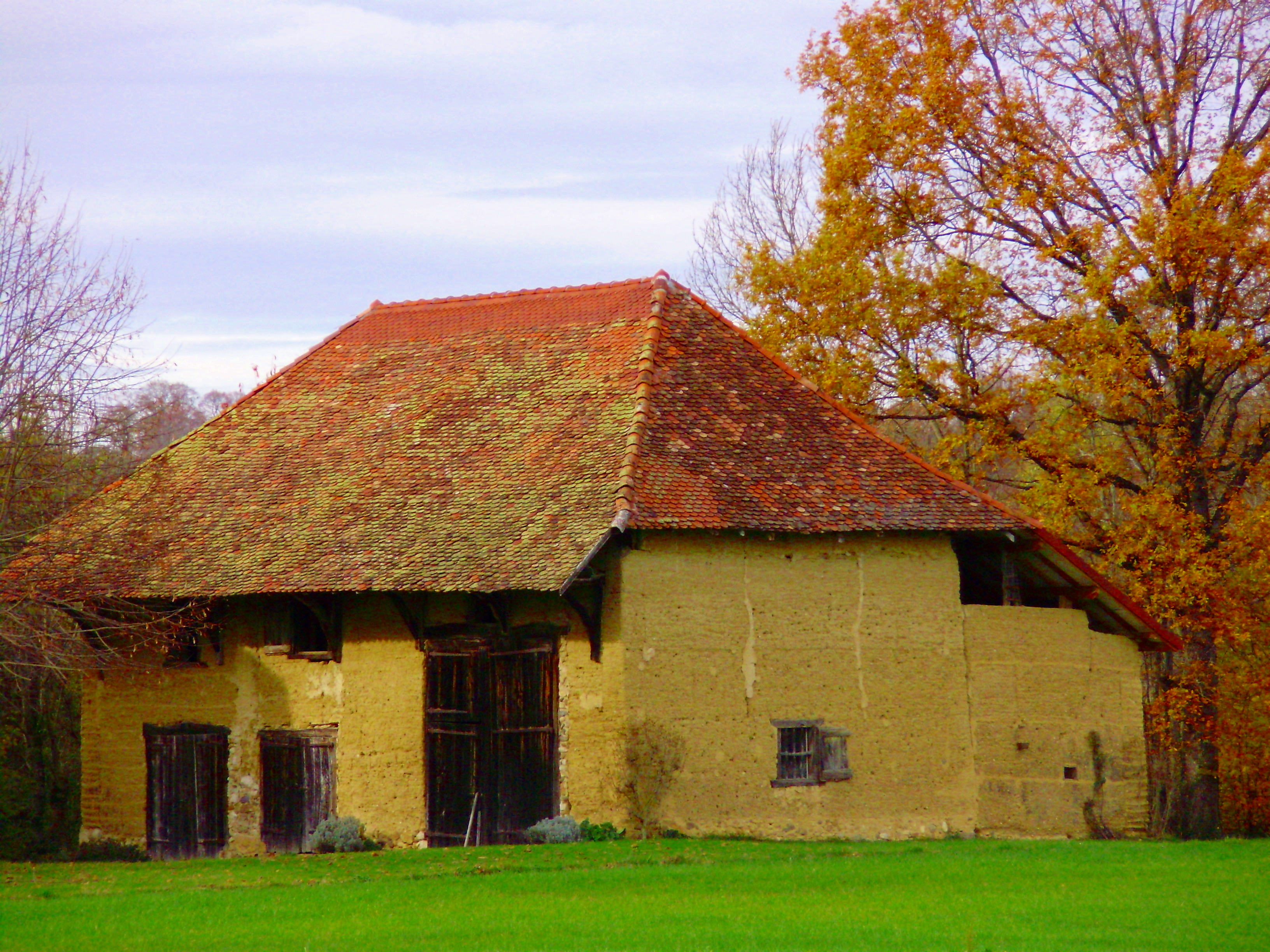
Grange en pisé aux Planchettes (Velanne)

#### Monuments civils et religieux notables
Cette petite région se caractérise également par la présence d'édifices religieux et de châteaux ce qui fait des Terres froides une région présentant de nombreux sites historiques, la plupart classés par les autorités culturelles départementales ou nationales dont, principalement :
- la chapelle Notre-Dame de Milin, lieu de pèlerinage marial.

cette chapelle, située à Burcin, est située en plein cœur de cette petite région (commune de Burcin), est, selon un fascicule publié en 1929, dédié aux « familles catholiques des Terres Froides » décrit le bâtiment en ces termes. La paroisse du Grand-Lemps qui comprend sept communes des Terres froides est dédiée à cette chapelle.

Gravure représentant la chapelle Notre-Dame de Milin en 1925

- la chartreuse de la Sylve-Bénite et sa grange dîmière inscrite partiellement au titre des monuments historiques.

ce couvent, situé sur le territoire des  Villages du Lac de Paladru a été fondée trente-deux ans après la maison-mère de la Grande Chartreuse. La Via Gebennensis passe au pied de l'enceinte de l'ancienne maison haute, non loin de la grange dimière.
- le château de Belmont, ancienne maison forte, inscrit au titre des monuments historiques.

cet édifice, situé sur le territoire de la commune du même nom est une ancienne maison forte, citée en 1293 et remaniée à la charnière des XVIe et XVIIe siècles
- le château de Bellegarde, inscrit au titre des monuments historiques

cet édifice est une ancienne maison forte du XIVe siècle ayant appartenu à  la famille de Poisieu (qui édifia le château du Passage. Il est situé à Chassignieu.
- le château de Bocsozel est labellisé Patrimoine en Isère

cette ancienne maison forte ayant appartenu à la famille de Bocsozel, construit au XIIe siècle et dont les ruines dominent le village de Mottier
- le château de Châtelard, inscrit au titre des monuments historiques

cette ancienne maison forte du XIIIe siècle, réaménagée en château, fortement remanié au début du XVIIe siècle, est situé sur le territoire de Montagnieu.
- le château de Longpra, classé au titre des monuments historiques.

ce château, situé à Saint-Geoire-en-Valdaine, héberge en son sein le musée de l'outil à bois réunit une collection d'outils de menuiserie et d'ébénisterie (gouges et de ciseaux à bois) datant des XVIIIe siècle et XIXe siècle.
- le château de Moidière, inscrit au titre des monuments historiques.

le domaine du château, situé à Bonnefamille, intègre un parc paysager et un parc animalier ouvert au public.
- le château de Montrevel, situé à Montrevel est inscrit partiellement au titre des monuments historiques.

les éléments protégés de cet édifice privé sont les façades et les toitures du corps de logis et de la grange.
- le château du Passage bénéficie d’une inscription partielle et d'un classement au titre des monuments historiques.

ce château, situé sur le territoire de la commune du même nom, fut la propriété de la Maison de Clermont-Tonnerre.
- le château de Pupetières, classé au titre des monuments historiques.

l'environnement immédiat de ce château, situé au nord du territoire de Châbons, a été célébré par le poète Alphonse de Lamartine dans son œuvre Le Vallon.
- Le château de Vallin, labellisé Patrimoine en Isère

cette ancienne maison forte située à Saint-Victor-de-Cessieu, remaniée en château ayant appartenu à la famille de Vallin.
- le Château de Virieu, situé sur le territoire de la commune nouvelle de Val-de-Virieu, est inscrit au titre des monuments historiques.

ce château fort, propriété de la famille de Virieu est situé au cœur de la vallée de la Bourbre.

Quelques photos de monuments historiques de la région des Terres froides
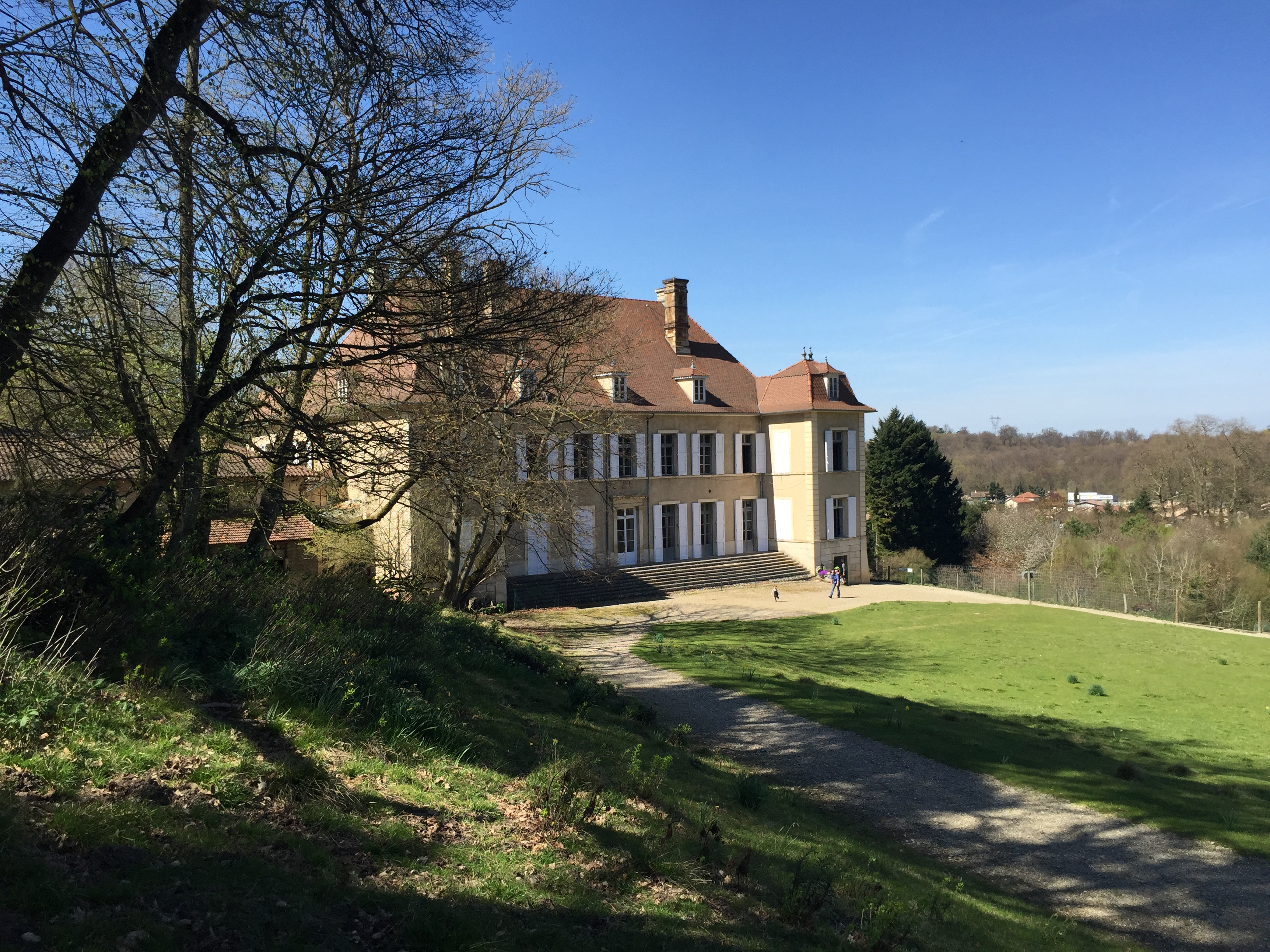
Château de Moidière à Bonnefamille
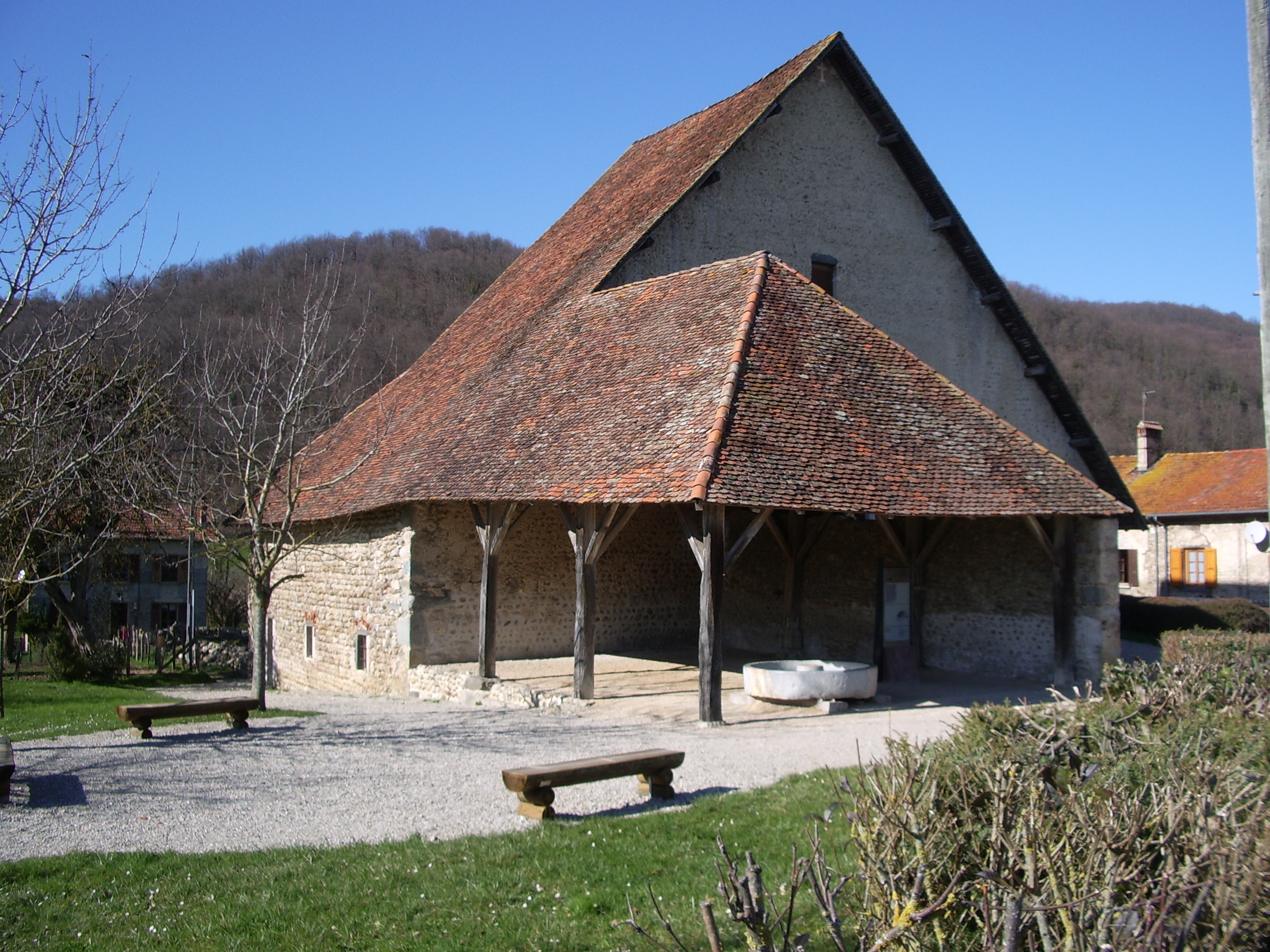
Grange Dimière de la chartreuse de la Sylve-Bénite
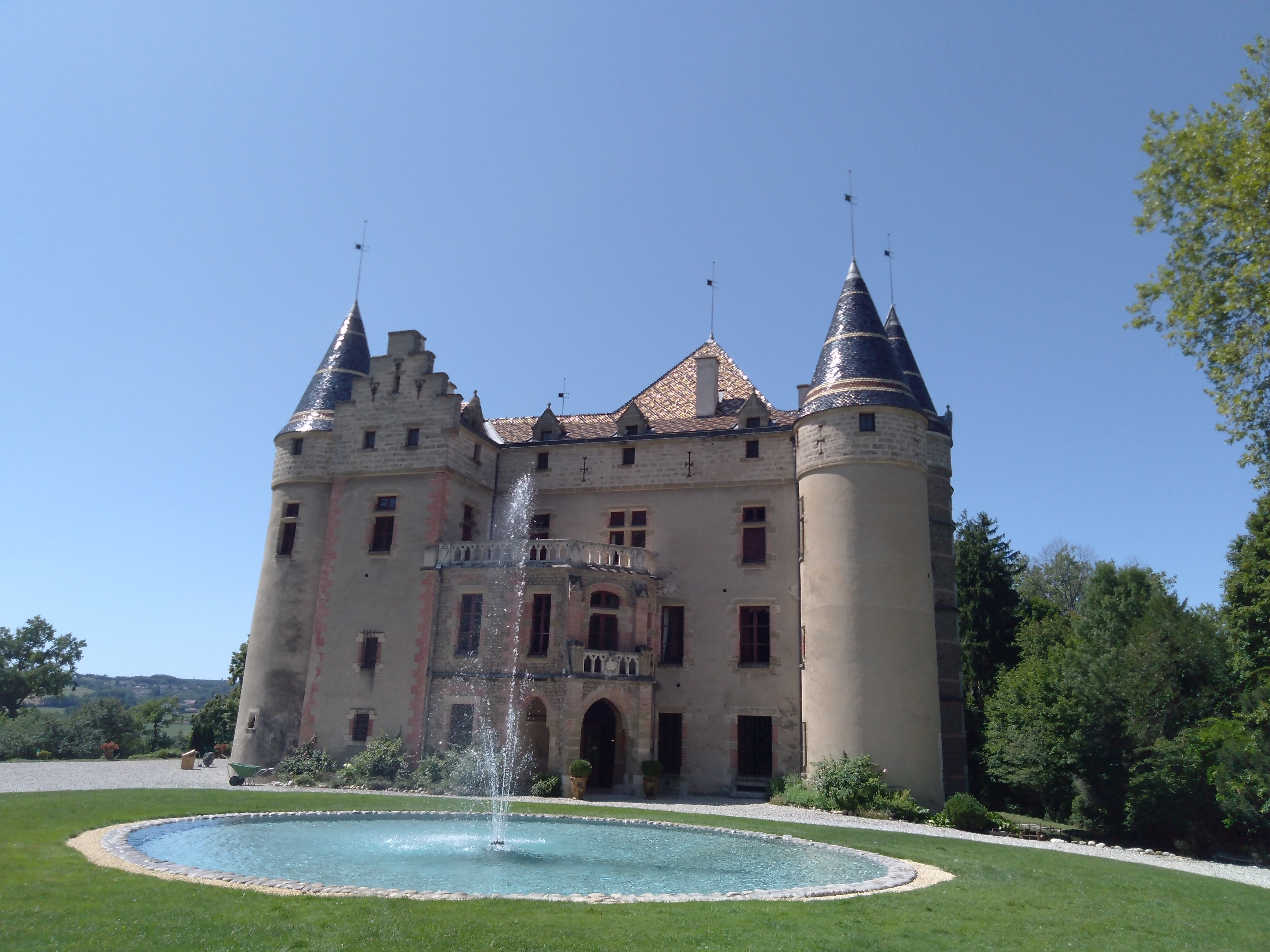
Le château de Pupetières à Châbons
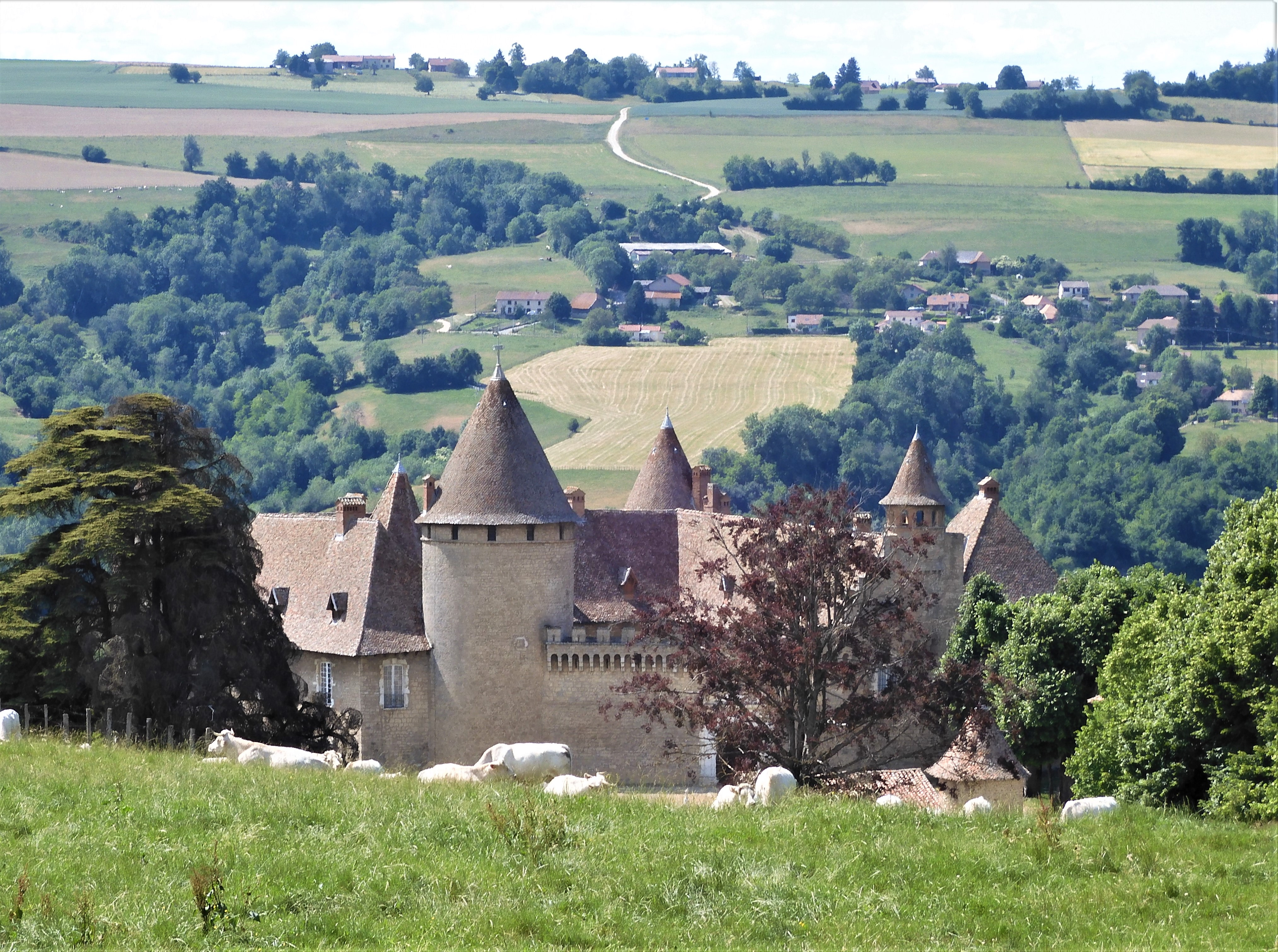
Le château de Virieu dans son environnement
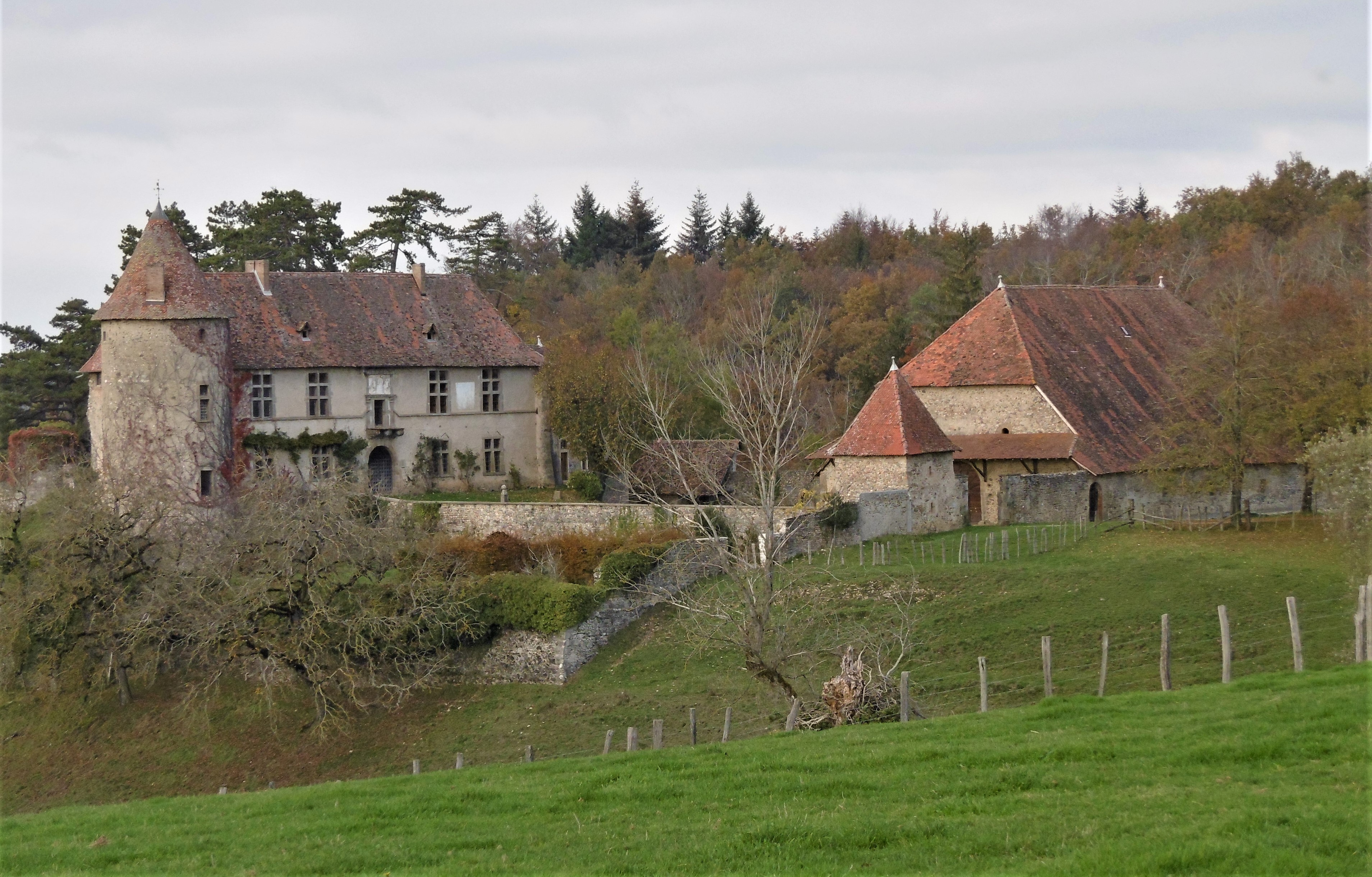
Château du Chatelard à Montagnieu
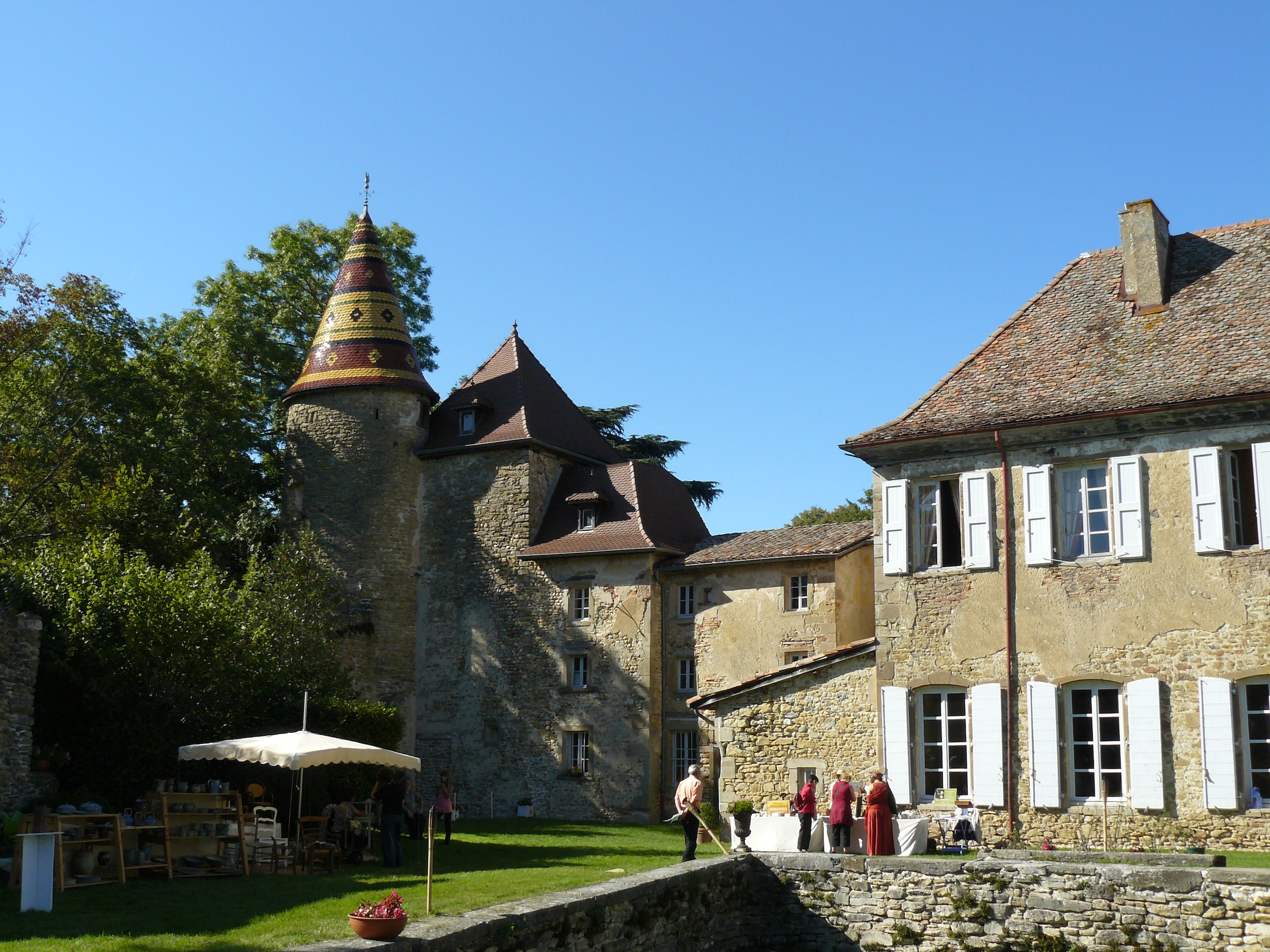
Château de Vallin à Saint-Victor-de-Cessieu

### Patrimoine et tradition orales

#### Langue régionale

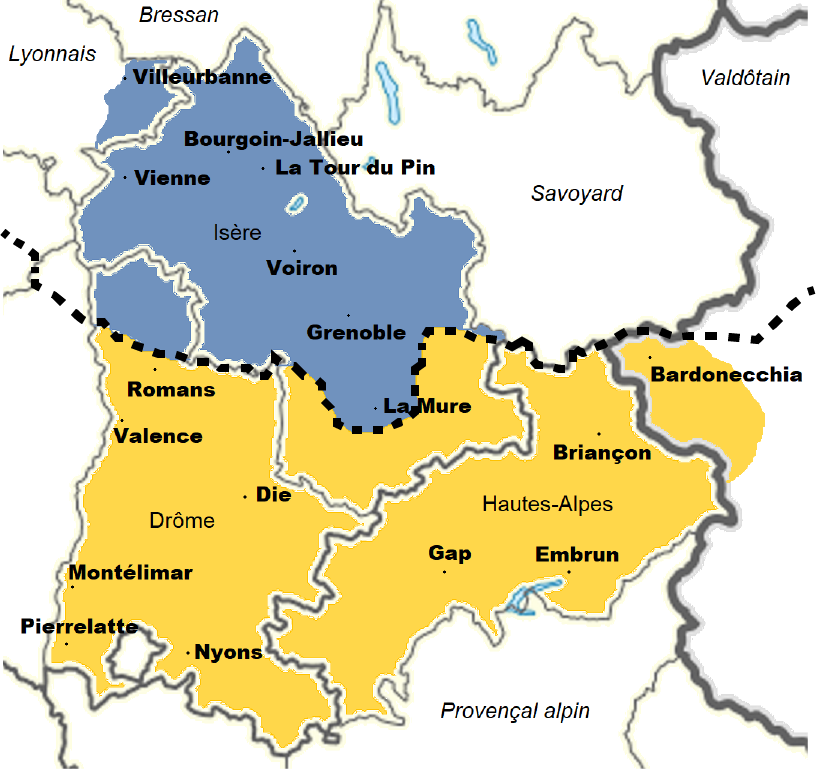
Carte linguistique du Dauphiné : Le dauphinois est un dialecte arpitan parlé dans le nord du Dauphiné

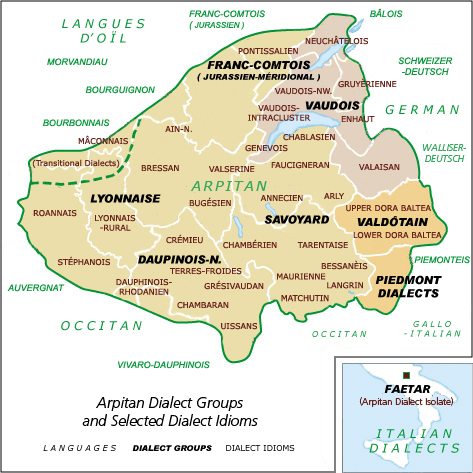
Groupes dialectaux de l'arpitan et de ses idiomes par micro-régions

##### Généralités
Historiquement, sur le plan linguistique, le territoire des Terres froides, ainsi que l'ensemble de la plaine de Bièvre, se situent au nord-ouest de l'agglomération grenobloise et au sud-est de l'agglomération lyonnaise et donc dans la partie centrale du domaine linguistique des patois dauphinois, laquelle appartient au domaine de la langue dite francoprovençal ou arpitan au même titre que les parlers savoyards, vaudois, Valdôtains, bressans et foréziens.
L'idée du terme, « francoprovençal », attribué à cette langue régionale parlée dans la partie centre-est de la France, différente du français, dit langue d'oil et de l'occitan, dit langue d'oc est l'œuvre du linguiste et patriote italien Graziadio Isaia Ascoli en 1873 qui en a identifié les caractéristiques, notamment dans le Grésivaudan, les pays alpins et la vallée de l'Isère, depuis sa source jusqu'à sa confluence avec le Rhône.

##### Idiomes locaux
Selon l'abbé André Devaux, l'idiome franco-provençal des habitants de la région des Terres froides présente des particularités locales dont un grand nombre de palatisations spécifiques.
La revue régionale, paraissant annuellement L'almanach du vieux dauphinois présente assez régulièrement des textes en patois selon les différents secteurs du Dauphiné. En 2011, cette revue évoque la création de l'association du « Conservatoire du Patois des Terres Froides ». Celle-ci, dont le siège est situé à Flachères, a déposé ses statuts à la sous-préfecture de la Tour-du-Pin le 3 novembre 2004. Son objet est d'assurer la sauvegarde du patrimoine, en particulier, en région des Terres froides, en Dauphiné [...].

#### Arts et musiques folkloriques
Le rigodon est une danse folklorique du Dauphiné, pratiqué dans la région. Une association, basée à La Tour-du-Pin, dénommée  Le Folk des Terres Froides perpétue sa mémoire en organisant des bals au niveau local. Le chibrelli, type danse connue en Bresse et en Franche-Comté est également connue dans les Terres froides, l'une d'entre elles portant le nom de la région.
À la fin du XIXe siècle et au début du XXe siècle l'occasion de la fête des conscrits, les appelés du contingent prirent l'habitude de célébrer leur départ en organisant des manifestations festives, notamment avec des danses animées par des orchestres improvisés voire des musiciens locaux.
« Le Folk des Terres Froides » est une association culturelle de musiques et danses traditionnelles dont le siège est fixé à dans la commune de La Tour-du-Pin Grâce à ses ateliers l'association propose des cours dans les villages de Sainte Blandine, à Saint-Jean-de-Soudain ou à Rochetoirin et elle organise également des bals et des animations musicales dans diverses communes du Dauphiné.
Le groupe musical Lou magnauds tarribles a été  créé par Pascal Roy et René Beray, artistes proches de  l’association du Conservatoire du patois des Terres Froides interprètent des chansons en patois dauphinois du Nord-Isère. Ils se produisent assez régulièrement sur des scènes locales, notamment à Salagnon en 2009, à l'occasion de la nuit de l'INIS, à la salle des fêtes d'Apprieu, en 2011, à Charnècles en 2012, à Eclose-Badinières en 2015.

#### Manifestations locales
- La foire de Beaucroissant est une foire agricole biannuelle qui se tient dans la commune de Beaucroissant, aux confins de Terres froides. Ses origines remontent officiellement à l'an 1219[109].
- Depuis 1894, une fête de la rosière est organisé le troisième week-end de septembre par la mairie du Grand-Lemps. À cette époque, celle-ci était choisie par le maire, le curé et le juge de paix. En 2021, pour la 126e édition, La jeune femme est sélectionnée par un jury[110].
- Le festival Berlioz, gérée par l’association du même nom et dont la première s'est organisée en 1994 à La Côte-Saint-André, organise de nombreux spectacles musicaux dans différents sites extérieurs à la ville natale du grand compositeur, dont notamment au château de Pupetières, à Châbons, en 2017[111].
- La fête du Miron de La Tour-du-Pin (portant le nom d'une pâtisserie créée en 1998 à l’occasion de la Coupe du monde de football, pour accueillir l’équipe de Colombie dans la ville) est un événement festif organisé dans la commune depuis 2015[112].
- Le château de Milliassière, situé à Succieu et datant de la fin du Moyen Âge accueille depuis 2018 un festival de musique[113].
- La 12e édition de la « journée des plantes » s'est déroulée les 29, 30 avril et 1er mai 2023 sur le domaine du château de Pupetières, à Châbons[114].
- La foire rurale annuelle du navet de Flachères est organisée dans ce petit village depuis 1985[115].
- La fête de la Galoche et des Savoir-faire est organisée à Val-de-Virieu. L'édition de 2022 qui présente de nombreuses activités artsisnales et culturelle, ainsi qu'une visite du donjon du château de Virieu s'est déroulée les 2 et 3 juillet[116],[117].

#### Légendes et superstitions

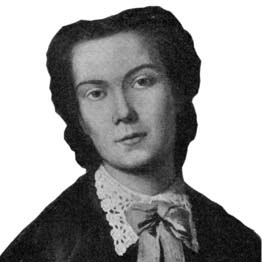
Louise Drevet

De nombreux contes et légendes sont connues des anciens paysans de la région et notamment celle de la cité disparue d'Ars ainsi que le mythe de la « Dame blanche » qui lui est liée et considérée comme maléfique dans le secteur du lac de Paladru. Ce dernier mythe et d'autres moins connus sont évoqués par la romancière dauphinoise Louise Drevet, grande spécialiste de  l'histoire régionale du Dauphiné.
Un autre spécialiste du folklore et des anciennes traditions françaises, l'ethnologue Charles Joisten (1936-1981), ancien conservateur du Musée dauphinois, s'est penché sur les superstitions des campagnes dauphinoises. Il est l'auteur d'un ouvrage notable consacré aux légendes du Dauphiné, fruit d'une recherche importante  et qui relate, parmi les autres légendes, le bestiaire fantastique des territoires de l'Isère sans oublier les Terres froides, l'Isle Crémieu et la plaine de Bièvre avec notamment, dont :
- le « nuiton » (ou « nuciton »), un homme sauvage avec deux cornes sur la tête et un seul œil au milieu du front qui vit dans une goulette d'où jaillit une source près de Rochetoirin, voire de Saint-Clair-de-la-Tour entre Terres froides et Terres basses;
- les « fées » (ou « éfayes ») du côté de Pressins et de Saint-Jean-d'Alevanne;
- les « loups-garous » (ou lycanthrope), légende remontant au Moyen Âge d'un être mi-homme, mi-loup, très féroce grand amateur de chair humaine comme les loups errants avec lesquels ils sont plus ou moins confondus[121], bien connu des anciens habitants de La Bâtie-Montgascon, Saint-Ondras et Chassignieu mais aussi de la Savoie toute proche;
- le « diablotin » ou « servan », sorte d'esprit domestique qui peut quelquefois se manifester sous la forme d'un cheval du côté de Saint-Albin-de-Vaulserre ou de Saint-Didier-de-la-Tour;
- la « croix des fantômes » est, selon la tradition une croix en bois situé à un carrefour entre Bizonnes et Eydoche et qui aurait la particularité d'attirer les fantômes.
- la « châtelaine ogresse », le personnage du « bègue » ou du « Kopanâ » (croquemitaine), voire de la « bête farmanine », un animal fantastique sont d'autres personnages des contes et légendes locales de cette partie du Dauphiné.

Ces mythes et légendes, narrés autrefois à la veillée, peuvent encore au XXIe siècle servir de support ludique et pédagogique, tel que ce jeu-découverte de la région, notamment pour  mieux connaître la forêt de Vallin, organisé en 2019 par l’office de tourisme de La Tour-du-Pin.

### Patrimoine culinaire

#### Plats
Les plats traditionnels du Bas-Dauphiné sont le gratin dauphinois, la daube dauphinoise, la potée dauphinoise sans oublier les blettes à la voironnaise et plus spécifiquement, en ce qui concerne la région des collines centrales, la « poutringue des Terres froides » qui consiste à préparer des tranches de pain en les recouvrant de prunes chaudes dénoyautées et saupoudrée de sucre, servie comme dessert à la fin des repas. Jusqu'au début du XXe siècle, la châtaigne occupait une place importante durant les repas à la fin de l'automne et au début de l'hiver, mais le recul des châtaigniers dans la région a fait perdre cette tradition.
Le Dauphiné est également réputé pour sa production charcutière et le sabodet, un saucisson à cuire en forme de sabot, présenté comme un plat lyonnais est souvent évoqué comme un plat issu du Bas-Dauphiné et des Terres froides. Cette charcuterie, est composée de tête et de langue de porc, de longe et d'un peu de couenne.
En ce qui concerne les desserts, le miron de la Tour est une spécialité chocolatière de La Tour-du-Pin. Créé en 1998 et lié au foklore turripinois, ce produit est composé à base de nougatine, citron confit, pâte d’amande et praliné avec un enrobé de chocolat.

#### Boissons

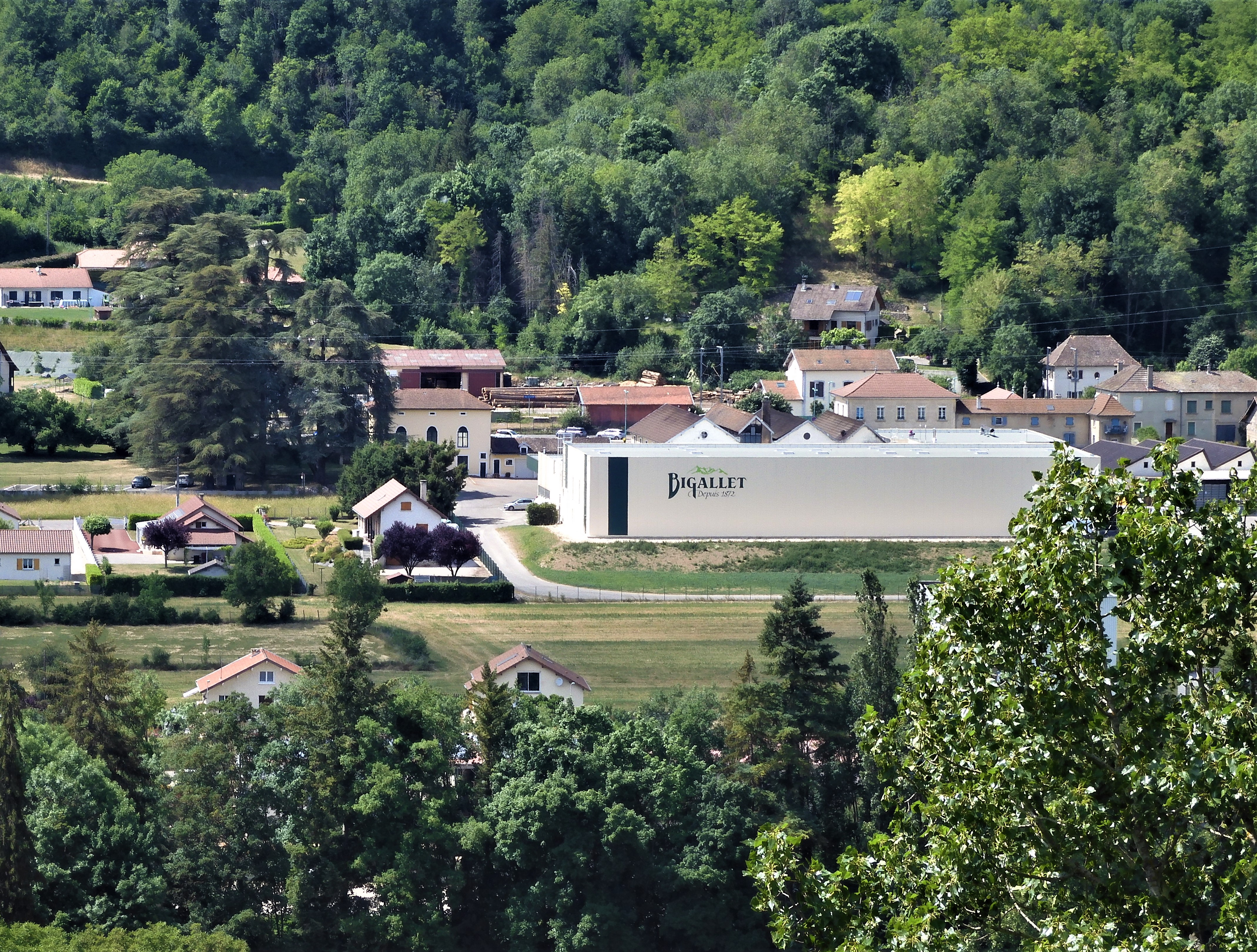
L'entreprise Bigallet à Val-de-Virieu

Les unités de production de la société Bigallet, créée en 1872, par une famille de la région, sont installées sur le territoire de Val-de-Virieu (autrefois Panissage). Spécialisée en sirops traditionnels mais aussi en liqueurs régionales de fruits et de plantes ainsi que des bonbons et du nougat, la distillerie Bigallet commercialise sa première boisson sans alcool, une citronnade de son invention, en 1929,.
Les produits Cherry Rocher, fabriqués à La Côte-Saint-André et à Ruy-Montceau se composent de liqueurs, sirops, absinthes, cerises à l'eau-de-vie, divers apéritifs de fruits et autres boissons alcoolisées.

### Costumes traditionnels
Cette tradition du port du costume local est encore pratiqué à l'occasion de différentes manifestations généralement liées à des commémorations de nature historique ou folklorique.

#### Costumes masculins
L'homme porte généralement un veste courte en drap de Bonneval vert foncé, laquelle recouvre un gilet brique qui dépasse, une culotte de drap marron, des guêtres en drap beige montant jusqu’à mi-cuisse. Il existe également un chapeau plat orné d’une cordelière de laine dans les teintes du costume.

#### Coiffes et costumes féminins
Au-delà des coiffes traditionnelles de Vienne ou de Bourgoin, les femmes des villages ruraux portent généralement une sous coiffe sous la forme d'un bonnet de piqué avec de la dentelle de coton accompagné d'un grand chapeau de paille de riz orné de rubans de velours, noirs agrémentés de boutons de couleurs. Le port du chapeau de paille au XIXe siècle est lié à sa fabrication en plein essor dans le sud du Dauphiné. La sous-coiffe permet un entretien de la coiffe car les cheveux devaient être cachés. Vers 1820-1825, le chapeau de paille à larges bords est rabattu avec des rubans noués sous le menton.

### Dans les arts et la culture

#### Dans la littérature

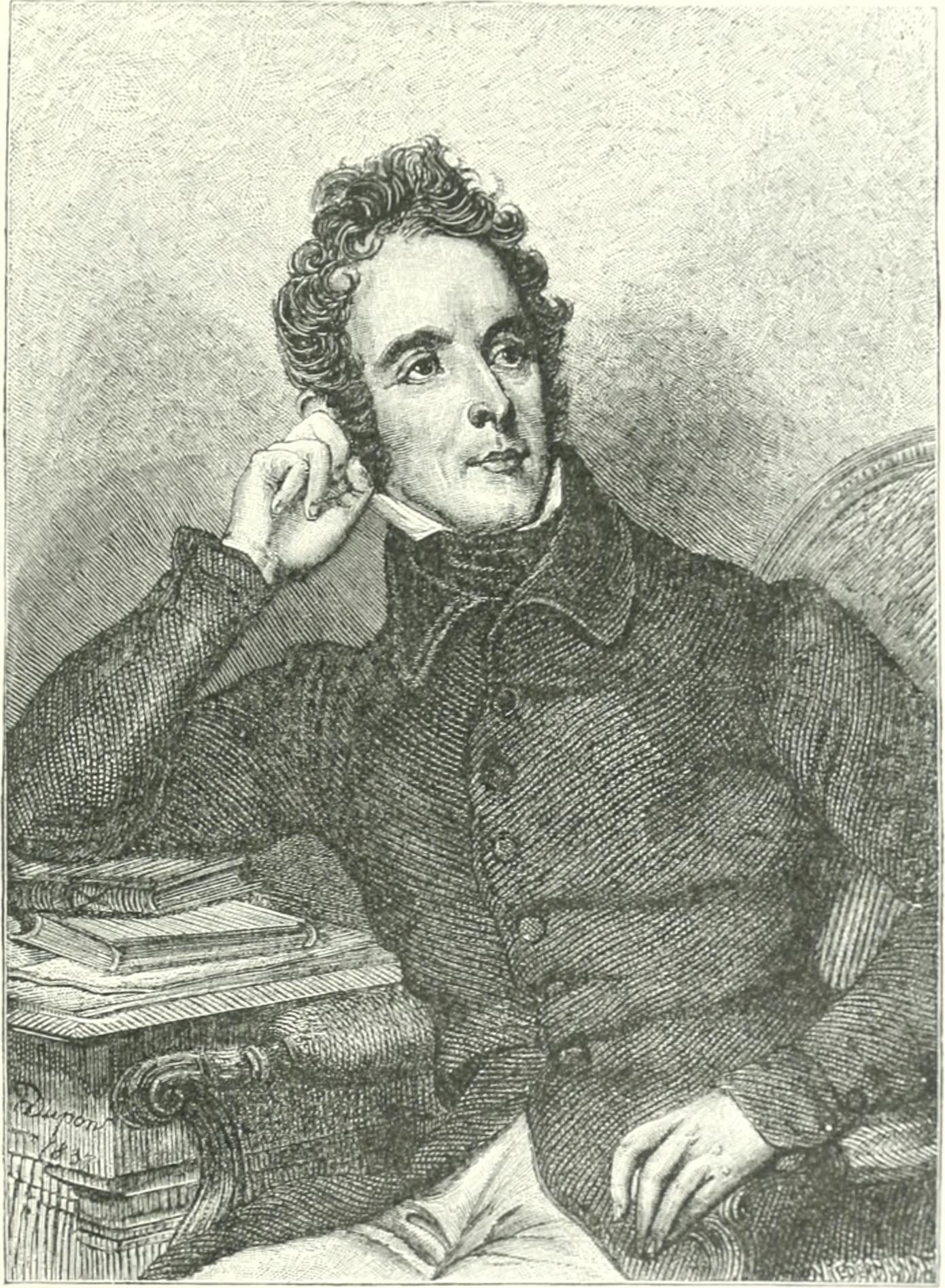
Alphonse de Lamartine.

Le poème Le Vallon a été inspiré au poète français Alphonse de Lamartine par un site de la haute vallée de la Bourbre, non loin du château de Pupetières, entre les villages de Châbons et Virieu. L'artiste qui connait bien la région car il fut élève au collège de Belley durant sa jeunesse en compagnie d'Aymon de Virieu, y décrit le lieu en ses termes:
« Là, deux ruisseaux cachés sous des ponts de verdure

Tracent en serpentant les contours du vallon :

Ils mêlent un moment leur onde et leur murmure,

Et non loin de leur source ils se perdent sans nom... »

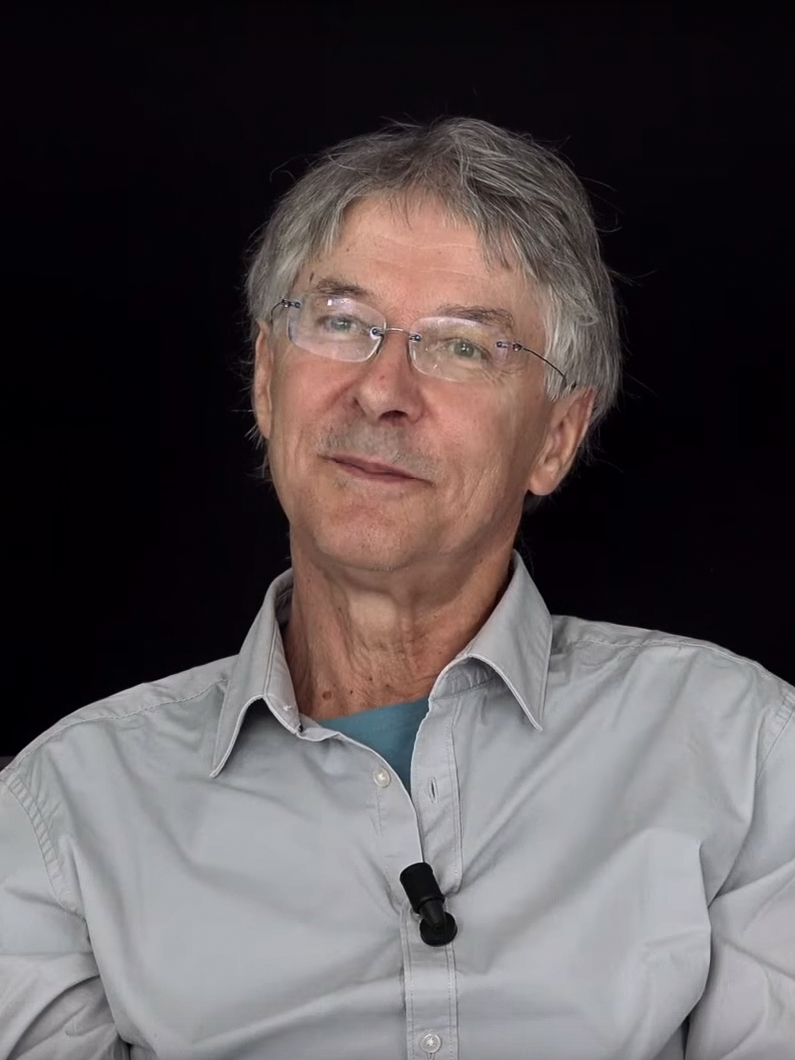
Yves Bichet.

Le récit autobiographique Les Terres froides de l'écrivain et poète français Yves Bichet, né à Bourgoin-Jallieu, relate son enfance dans une ferme de cette région, située non loin d'Izeaux et de Beaucroissant. Il évoque également le village de Torchefelon et le lac de Paladru dans son ouvrage. Celui-ci a reçu le Prix Lettres frontière décerné à Nyons (Suisse) en 2001.
Le village de Saint-Ondras dont le bourg domine la vallée de la Bourbre est connu pour avoir hébergé l'écrivain Christian Bobin, lors de son écriture de L'Inespérée. C'est d'ailleurs une Ondrasienne (Gislaine dans le texte) qui a inspiré l'écrivain pour la constitution de la petite histoire « La plus que vive ».

Les Terres froides servent également de décor et font presque figure de personnage dans Sangliers, roman d’Aurélien Delsaux paru en 2017 aux éditions Albin-Michel. Y figurent à la fois des éléments de leur toponymie réelle (mentions par exemple de la Tour-du-Pin, Bourgoin-Jallieu ou de la forêt des Chambaran), réinventé (Bournay pour Saint-Jean de Bournay) ou inventé (Lagnin, Bellieu, ou le bourg de Saint-Roch qu’on reconnaît comme étant celui de la Côte Saint-André, et les plaines du Gèze et de Brienne pour celles du Liers et de la Bièvre). Il est fait référence au paysage géologique originel et à l’architecture locale des Terres froides dès l’incipit :
« Dans la lente mort que lui infligeait un climat neuf, le glacier [du Rhône] avait avancé, parallèlement à un bras du glacier de l’Isère, puis le rejoignant en sa course — ayant laissé, long enfant de leur étreinte abandonné, la longue colline ; ayant sous eux raboté la terre, poli cette petite et la grande plaine ; ayant sous eux roulé ces galets avec quoi, dix millénaires plus tard, en notre siècle dernier, les hommes feraient là les fondations de leurs maisons de terre. »
Le roman qui raconte cinq années de la vie d’un hameau des Terres froides dans les années 2012-2017 se veut une peinture réaliste de la campagne d’aujourd’hui ; mais il est par ailleurs parsemé de « dits », récits du Grand-Pé, doyen du village, qui rapportent histoires et légendes des Terres Froides (dont certaines qu’on retrouve dans les travaux de Charles Joisten, cité plus haut). Ces récits, au nombre de 37 dans l'ouvrage, font référence aussi bien à des moments d’histoire locale (la Ligue de la Paix, Mandrin, le passage de La Fayette à la Côte Saint-André ou les prisonniers allemands fusillés à la Tour-du-Pin…), à des traditions ou à l’histoire religieuse locales (la bienheureuse Béatrix d'Ornacieux, saint-Jean de Bonnevaux, la tradition des lumières le 8 décembre…) qu’à des légendes locales (le suicide de Pilate, la Dame blanche…).
On retrouve dans les deux romans suivants de l'auteur, Pour Luky (qui se passe à Saint-Roch) et Requiem pour la classe moyenne (qui se passe essentiellement à Lyon, mais cite le village fictif de Saint-Jean-l'Herms, déjà mentionné dans Sangliers, et qu'on pourrait assimiler au village réel de Saint-Julien-de-l'Herms) mentions du paysage des Terres froides, sans que le paysage soit jamais nommé de son vrai nom, comme si Delsaux voulait en faire un paysage littéraire récurrent dans son oeuvre, sans pour autant écrire sur le sujet des romans de terroir.
Le roman de Nicole Provence Le gourou des Terres froides, publié aux éditions Ravet-Anceau en 2007, évoque ce secteur du Nord-Isère dans un thriller policier. La forêt domaniale des Blaches et le massif forestier des Bonnevaux y sont nommément cités.
Le roman de Patrice Escoffier Le chevalier des Terres froides évoque cette région durant la période médiévale. le récit commence sur le territoire du village de Mottier ou est situé le château de Bocsozel, appartenant à la famille du même nom et s'achève à Saint-Jean-de-Bournay.

#### Dans la musique
La « Musique des Terres Froides », créée en 1972, est un orchestre d'harmonie, ainsi qu'une école de musique basé au Grand-Lemps.

#### Dans la peinture

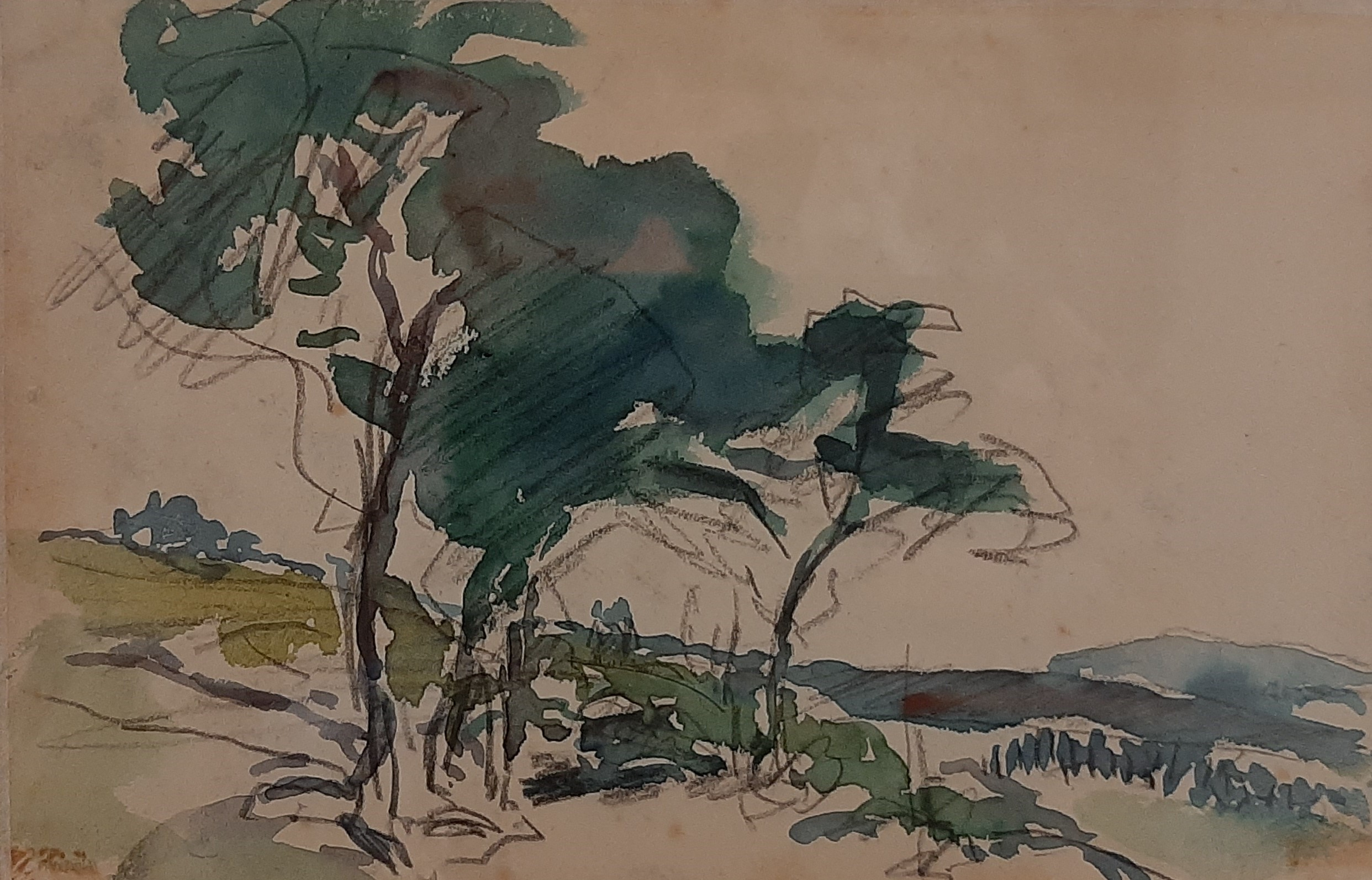
Johan Barthold Jongking, Virieu ou Bosquet d'arbres, 1875, Musée de Grenoble

En 1873, le peintre, aquarelliste et graveur néerlandais Johan Barthold Jongkind, installé tout d'abord au Hameau de Mallein près du château de Pupetières, chez son fils Jules Fesser, puis dans une maison la commune de La Côte-Saint-André, a réalisé un grand nombre d’œuvres représentant les paysages de la haute vallée de la Bourbre qui entoure le château, ainsi que ceux de la plaine de Bièvre, voisine des Terres froides. Une place de la commune de Val-de-Virieu porte son nom en souvenir de son passage dans la région.
En décembre 2014, le musée de Bourgoin-Jallieu présente une exposition des œuvres du peintre lyonnais Jean Couty dénommée « Paysages et paysans du Nord-Isère ». Cette exposition est axée sur des tableaux méconnus qui évoque des paysages et des personnages du Bas-Dauphiné et plus particulièrement les Terres Froides, sa seconde épouse Simone Drevon étant originaire de Culin, petit village de la région. Un des tableaux les plus remarquables est une huile sur toile de la ferme de Montquin à Maubec, là où le philosophe Jean-Jacques Rousseau résida quelques mois en 1769-1770 lors de son passage à Bourgoin et dans les Terres froides,.

#### Dans le cinéma
- 2000 : le film Les Rivières pourpres, réalisé par Mathieu Kassovitz présente quelques scènes tournées dans la ville de Val-de-Virieu, notamment la gendarmerie, ainsi que sur le territoire d'Apprieu.
- 2008 : Quelques scènes du film Le crime est notre affaire de Pascal Thomas ont été tournées à Châbons.
- 2013 : le film La Religieuse, réalisé par Guillaume Nicloux, a été tourné en partie dans le château du Passage.

#### Dans le sport
- Terres Froides Basket est l'équipe de basket-ball d'Apprieu jouant en nationale 3 masculine lors de la saisons 2023-2024 de la FFBB[144].

### Personnalités historiques

Blason de la famille de Virieu

- La famille de Virieu (depuis le XIe siècle) :

cette famille aristocratique, originaire de la haute de la vallée de la Bourbre, a laissé de nombreuses traces dans la région, notamment avec la construction de deux châteaux notables (Virieu et Pupetières) mais aussi connue pour avoir certains de ces membres restés illustres dans de nombreux domaines dont notamment les deux François-Henri de Virieu, le premier étant un homme politique durant la Révolution française et le second, un journaliste et homme de télévision.
- Jacques de Saint-Georges (1230 - 1309), architecte d'origine savoyarde ayant reçu son patronmyme de Saint-Georges en rapport avec le château-palais de Philippe Ier de Savoie, successeur de Pierre II, qu'il a conçu et fait édifier dans la commune actuelle de Saint-Georges-d'Espéranche.
- François Vachon de Belmont, issu de la famille Vachon de Belmont qui donnera de nombreux magistrats au Parlement du Dauphiné aux XVIIe et XVIIIe siècles. Parti au Canada, il fut le deuxième supérieur du séminaire de Montréal.
- Jean-Jacques Rousseau (1712 - 1778), qui a séjourné à Bourgoin, puis dans un village des Terres froides[145], la petite cité de Maubec, « pour respirer un air plus sain et boire une eau meilleure ». Il sera alors hébergé dans la ferme Montquin, appartenant à la chatelaine du lieu, Madame de Césarges. La route qui mène à cette ferme est, aujourd'hui, dénommée « chemin Jean-Jacques Rousseau »[146]

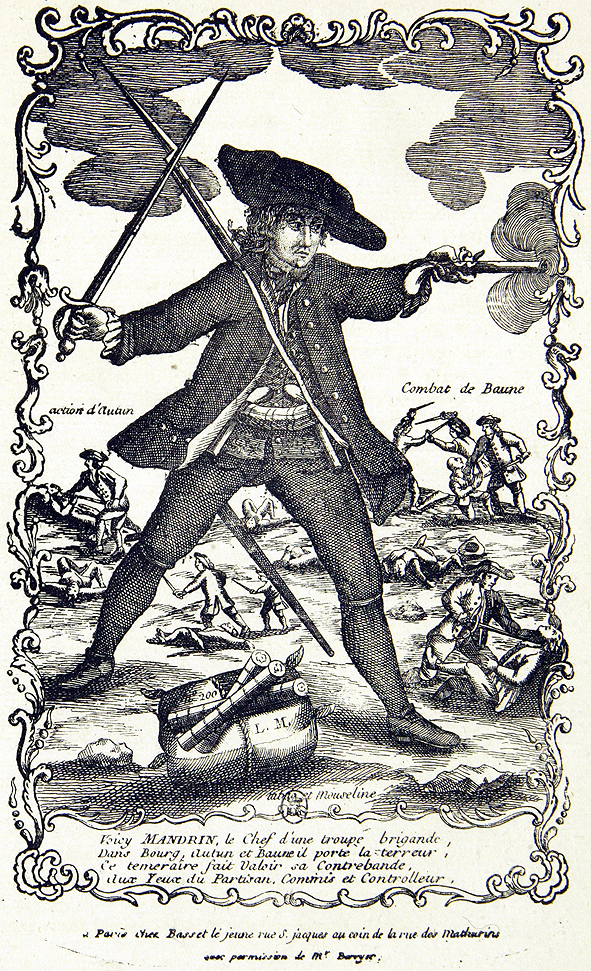
Portait de Louis Mandrin

- Louis Mandrin (1725 - 1755) :

né aux confins des Terres froides, dans le village de Saint-Étienne-de-Saint-Geoirs, ce contrebandier français a marqué les esprits dans de nombreuses régions et plus particulièrement la frontière entre le Bas-Dauphiné, relevant du royaume de France et les États de Savoie durant le règne de Louis XV.
 Les visiteurs de Saint-Genix-sur-Guiers (devenu entre-temps, la commune de  Saint-Genix-les-Villages, au nord de l'agglomération de Pont-de-Beauvoisin) peuvent découvrir le site d'exposition privé dénommé Le Repaire Louis Mandrin qui propose de vivre une aventure de contrebande avec Louis Mandrin tout en démêlant la légende de la réalité historique.
- Joseph Vacher (1869 - 1898) :

ce criminel, de nature plus inquiétante que Louis Mandrin, est né à Beaufort, un village situé entre Beaurepaire et La Côte-Saint-André. Durant la seconde moitié du XIXe siècle, il est l'auteur de multiples assassinats perpétrés dans toute la France, après avoir commencé sa série de crimes à Beaurepaire.
- Auguste et Rémy Porcher / Robert Porcher (1928 - 2011)

le site de l'entreprise Porcher Industries est située à Eclose (aujourd'hui Eclose-Badinières). Celle-ci a été fondée par les frères Porcher en 1912 et reste liée à l'industrie du tissage de la soie, très prospère dans la région. En 1950, Robert, fils de Rémy Porcher, démarre la production de tissus à base de fils de verre. L'entreprise qui existe toujours et dont le siège est fixé dans cette même commune a essaimé dans le monde entier, notamment au Brésil, aux États-Unis, en Angleterre et en Chine
- Jean Fréchet (1935 - 2011)

ce prêtre, issu d'une famille d'agriculteurs de La Tour-du-Pin, a été nommé curé à Grenoble où il a pris fait et cause pour la défense de nombreux sans-abris. Fier de ses origines, il est également l'auteur de nombreux ouvrages sur la vie et les coutumes des paysans des Terres froides.